# FFH-Gebiet Untereider
Das FFH-Gebiet Untereider ist ein NATURA 2000-Schutzgebiet in Schleswig-Holstein im Kreis Nordfriesland in den Gemeinden Drage (Nordfriesland), Friedrichstadt, Koldenbüttel, Witzwort, Oldenswort und in Tönning und im Kreis Dithmarschen in den Gemeinden Kleve (Dithmarschen), Sankt Annen (Dithmarschen), Lehe (Dithmarschen), Groven (Dithmarschen), Karolinenkoog und Wesselburenerkoog, Das FFH-Gebiet liegt fast vollständig im Naturraum „Schleswig-Holsteinische Marschen und Nordseeinseln“. Nur ein kleines Stück im Osten liegt im Naturraum „Schleswig-Holsteinische Geest“. Das gesamte Gebiet ist Teil der Untereinheit Eider-Treene-Niederung. Es hat eine Fläche von 3606 ha. Die größte Ausdehnung liegt in Nordostrichtung und beträgt 21,7 km. Die höchste Erhebung mit 7,7 m über NN liegt an der Eiderschleuse Nordfeld, der niedrigste Punkt westlich des Eidersperrwerkes auf Meereshöhe.

## FFH-Gebietsgeschichte und Naturschutzumgebung

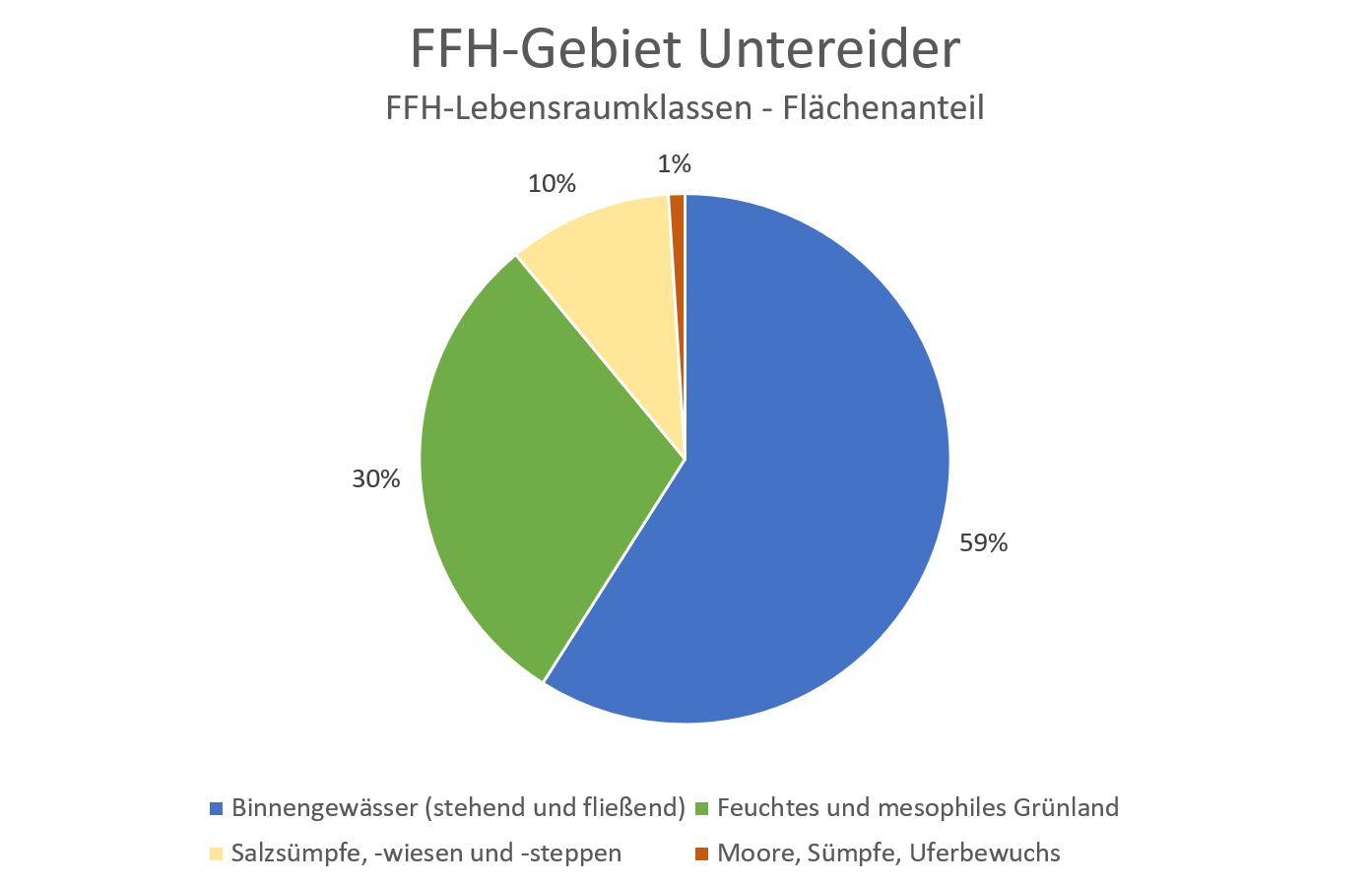
Diagramm 1: FFH-Lebensraumklassen

Der NATURA 2000-Standard-Datenbogen (SDB) für dieses FFH-Gebiet wurde im Juni 2004 vom Landesamt für Landwirtschaft, Umwelt und ländliche Räume (LLUR) des Landes Schleswig-Holstein erstellt, im September 2004 als Gebiet von gemeinschaftlicher Bedeutung (GGB) vorgeschlagen, im November 2007 von der EU als GGB bestätigt und im August 2010 national nach § 32 Absatz 2 bis 4 BNatSchG in Verbindung mit § 23 LNatSchG als besonderes Erhaltungsgebiet (BEG) bestätigt. Der SDB wurde zuletzt im Mai 2019 aktualisiert. Das FFH-Gebiet Untereider ist in vier FFH-Teilgebiete aufgeteilt. Für jedes FFH-Teilgebiet wurde ein eigener Managementplan aufgestellt:
- FFH-Teilgebiet Katinger Watt,[4] veröffentlicht im September 2014
- FFH-Teilgebiet Grüne Insel mit Eiderwatt,[5] veröffentlicht am 7. Dezember 2017
- FFH-Teilgebiet Nordfeld bis Tönning,[6] veröffentlicht am 5. Februar 2019
- FFH-Teilgebiet Wattenmeerplan,[7] veröffentlicht am 18. März 2010

Eine Gebietsbetreuung für das FFH-Gebiet gem. § 20 LNatSchG wurde mit Stand 24. Juni 2021 vom LLUR nicht ausgesprochen.
Das FFH-Gebiet besteht zu knapp zwei Dritteln aus Wasserflächen und zu knapp einem Drittel aus feuchtem oder mesophilem Grünland. Der Rest besteht zu 10 % aus Salzwiesen und einem Prozent Uferbewuchs, siehe auch Diagramm 1.

### FFH-Teilgebiet Katinger Watt

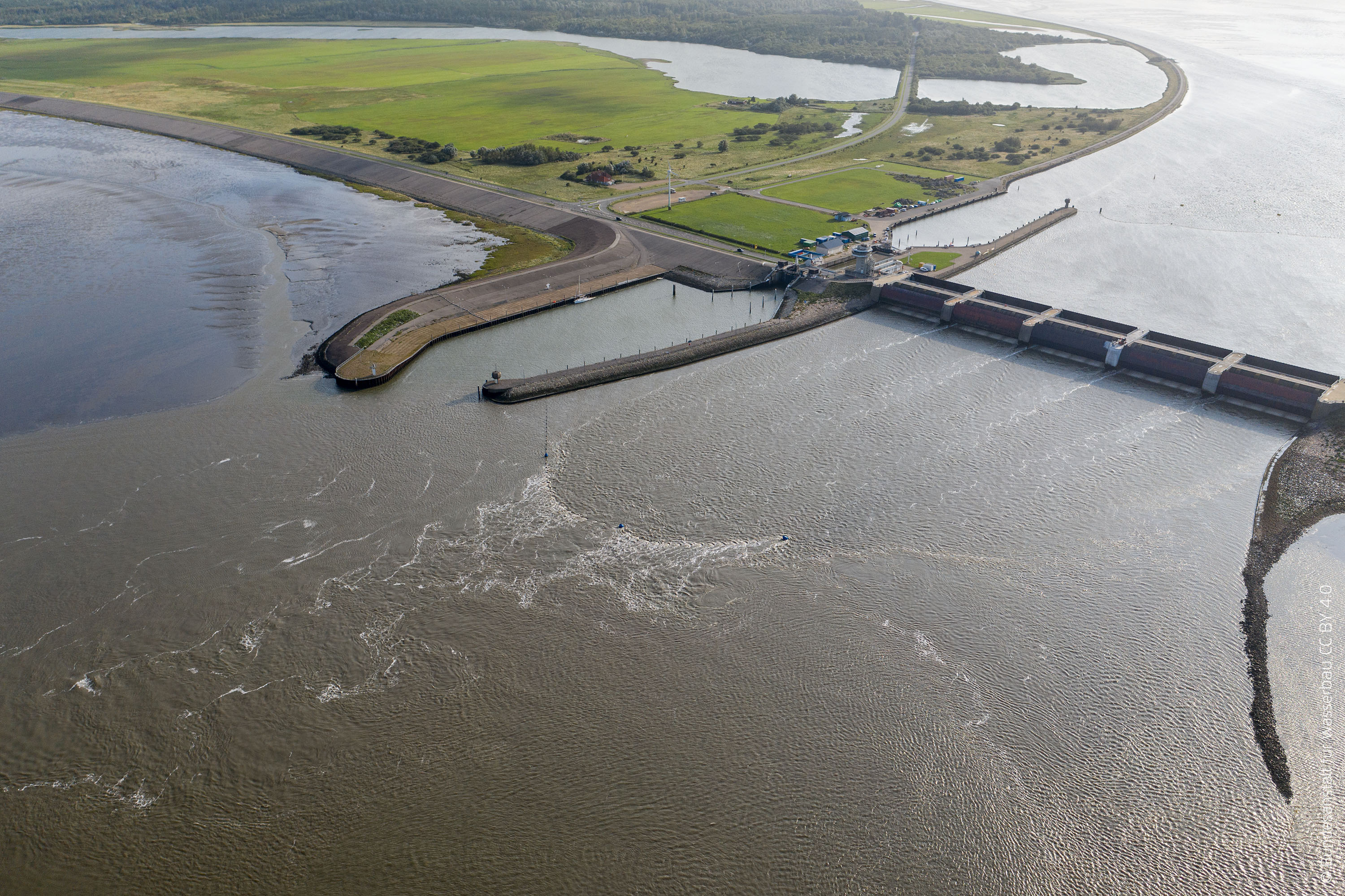
Katinger Watt mit Eidersperrwerk

Das FFH-Teilgebiet Katinger Watt hat eine Größe von 399 ha. Es grenzt im Westen an die Landesstraße L305, im Norden an die Straße Katingsiel und den Norderlochgraben. Im Osten verläuft die Grenze durch das Waldgebiet Katinger Wald der Schleswig-Holsteinischen Landesforsten (SHLF) östlich des Katinger Priels. Im Süden bildet der nördliche Eiderdamm die Teilgebietsgrenze. Bei Ebbe liegt der Wasserstand der Eider bis zu 1 m unter NN. Dann kann der Katinger Priel über das Sielbauwerk im nördlichen Eiderdamm in die Eider und über das Eidersperrwerk in die Nordsee entwässert werden. Bei Flut sind die Sieltore in der Regel geschlossen.
Der größte Teil des Teilgebietes ist von Flachwasserflächen bedeckt. Im Uferbereich der Gewässer liegen Salzwiesen mit Röhricht und dahinter mesophiles Grünland, das entweder extensiv beweidet oder als Mähwiese genutzt wird.  Am Ostrand ist mesophytischer Buchenwald bestimmend. Im Süden zwischen Straße und Eiderdamm hat sich Pionierwald gebildet.
Das Teilgebiet grenzt im Westen an den Nationalpark Schleswig-Holsteinisches Wattenmeer und angrenzende Küstengebiete, sowie das Biosphärenreservat Schleswig-Holsteinisches Wattenmeer und Halligen und im Süden an das am 15. Dezember 1989 gegründete Naturschutzgebiet Grüne Insel mit Eiderwatt.
Für den Besucher gilt ein Betretungsverbot außerhalb der ausgewiesenen Wanderwege. Am Gebietsrand befinden sich mehrere Parkplätze. Ein Aussichtsturm kann von der L305 über einen Naturpfad erreicht werden. Im Norden des Teilgebietes wurde ein Naturinformationsareal geschaffen. Dort befindet sich das NABU Naturzentrum Katinger Watt, von dem aus die regelmäßigen Vogelzählungen durchgeführt werden. Zwei Parkplätze und zwei Vogelbeobachtungshütten sowie BIS-Infotafeln zum Schutzgebiet stehen dort für Besucher zur Verfügung.

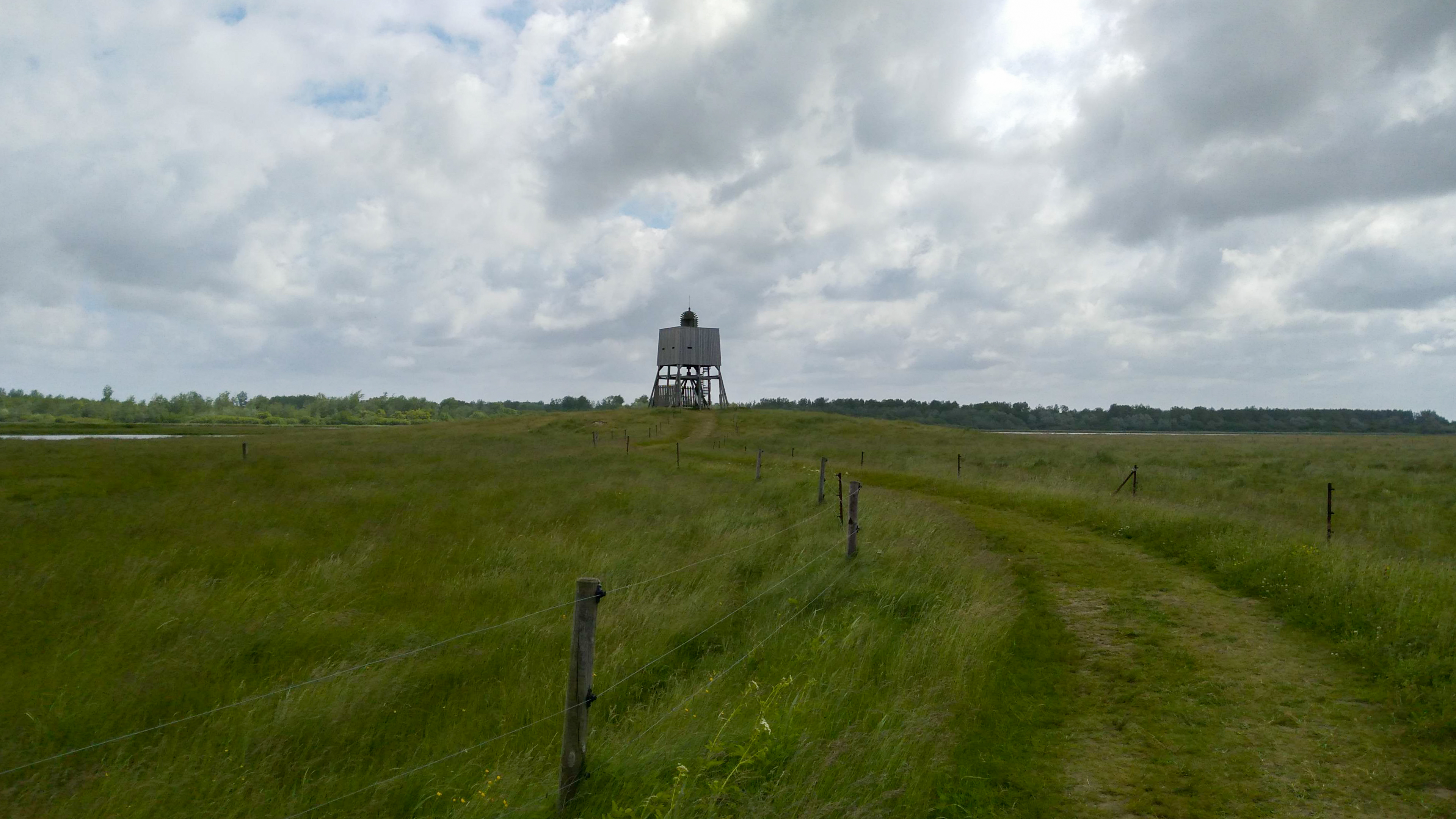
Beobachtungsturm im Katinger Watt
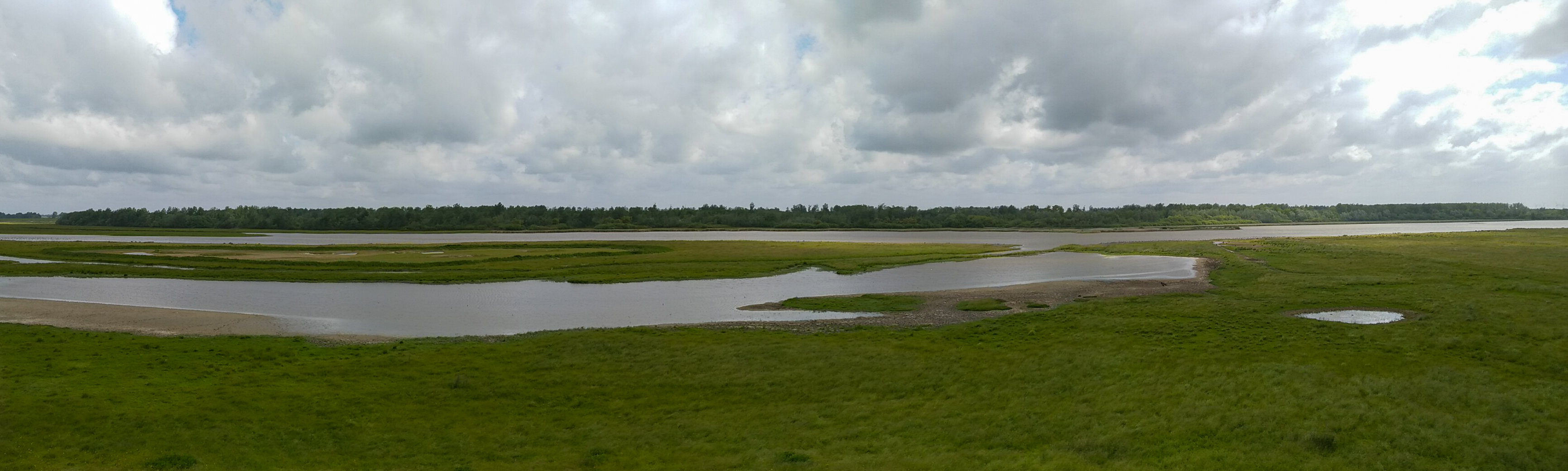
Katinger Siel
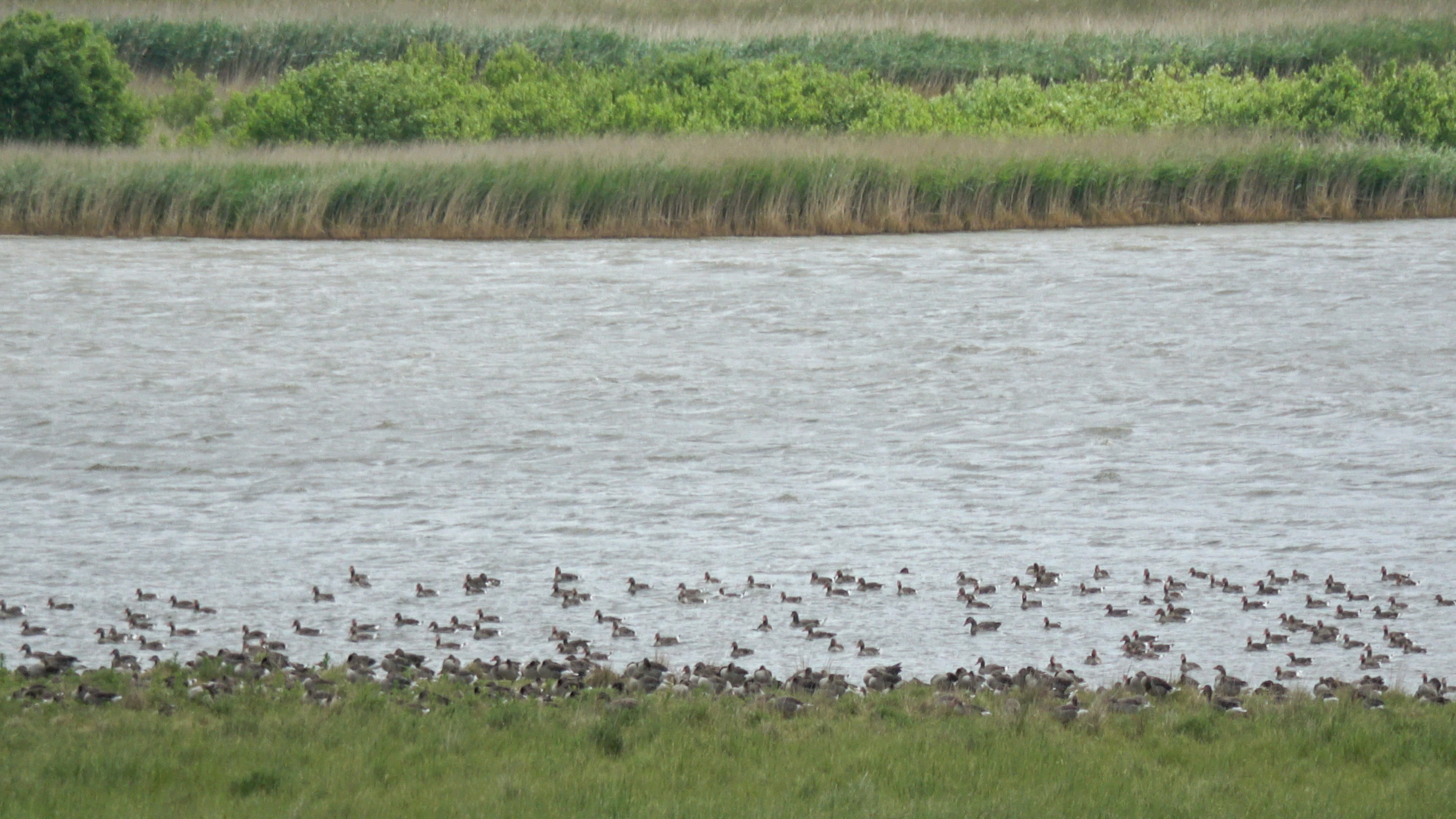
Graugänse bei der Mauser im Katinger Siel
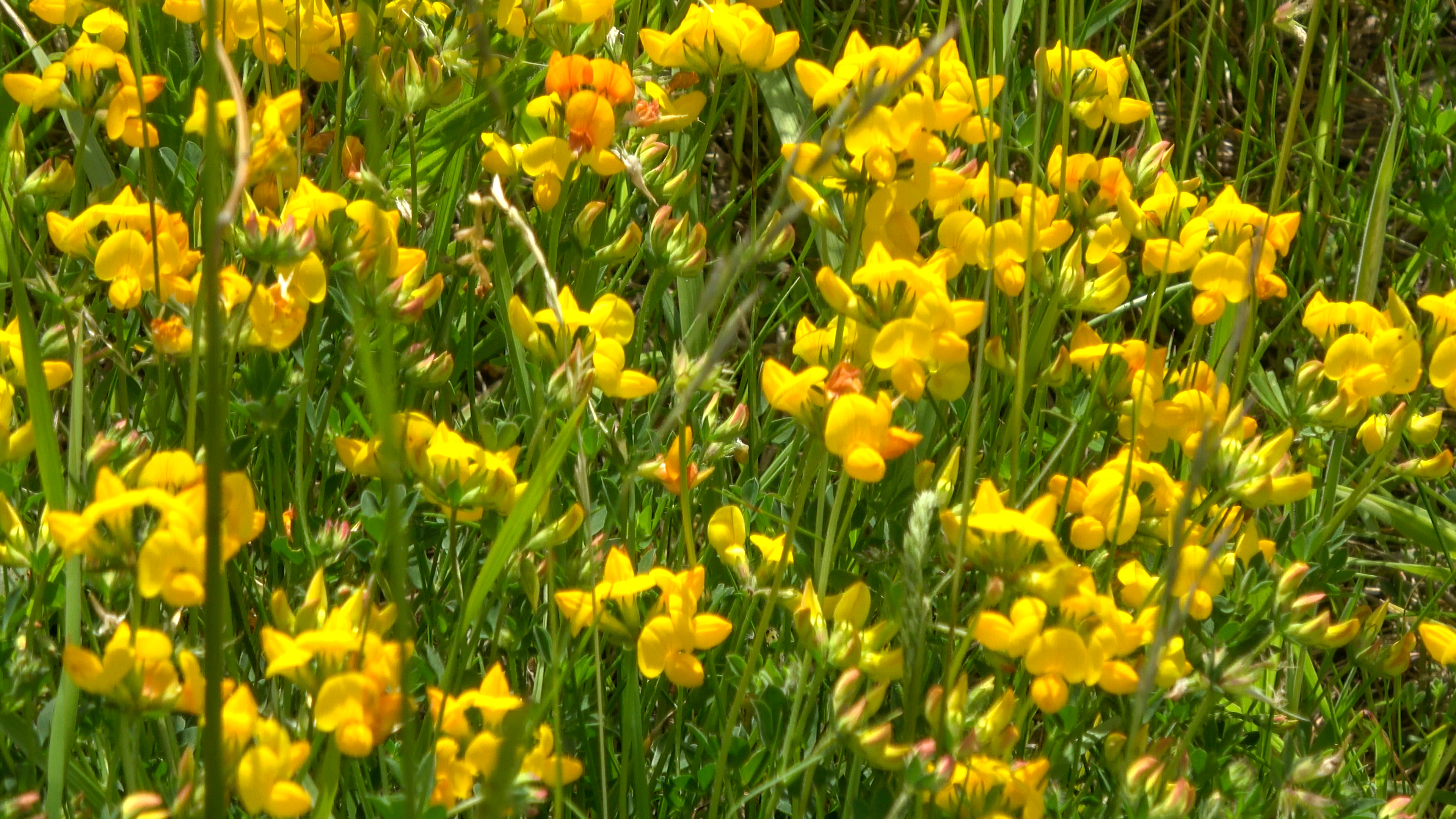
Gewöhnlicher Hornklee in den Salzwiesen des Katinger Watts
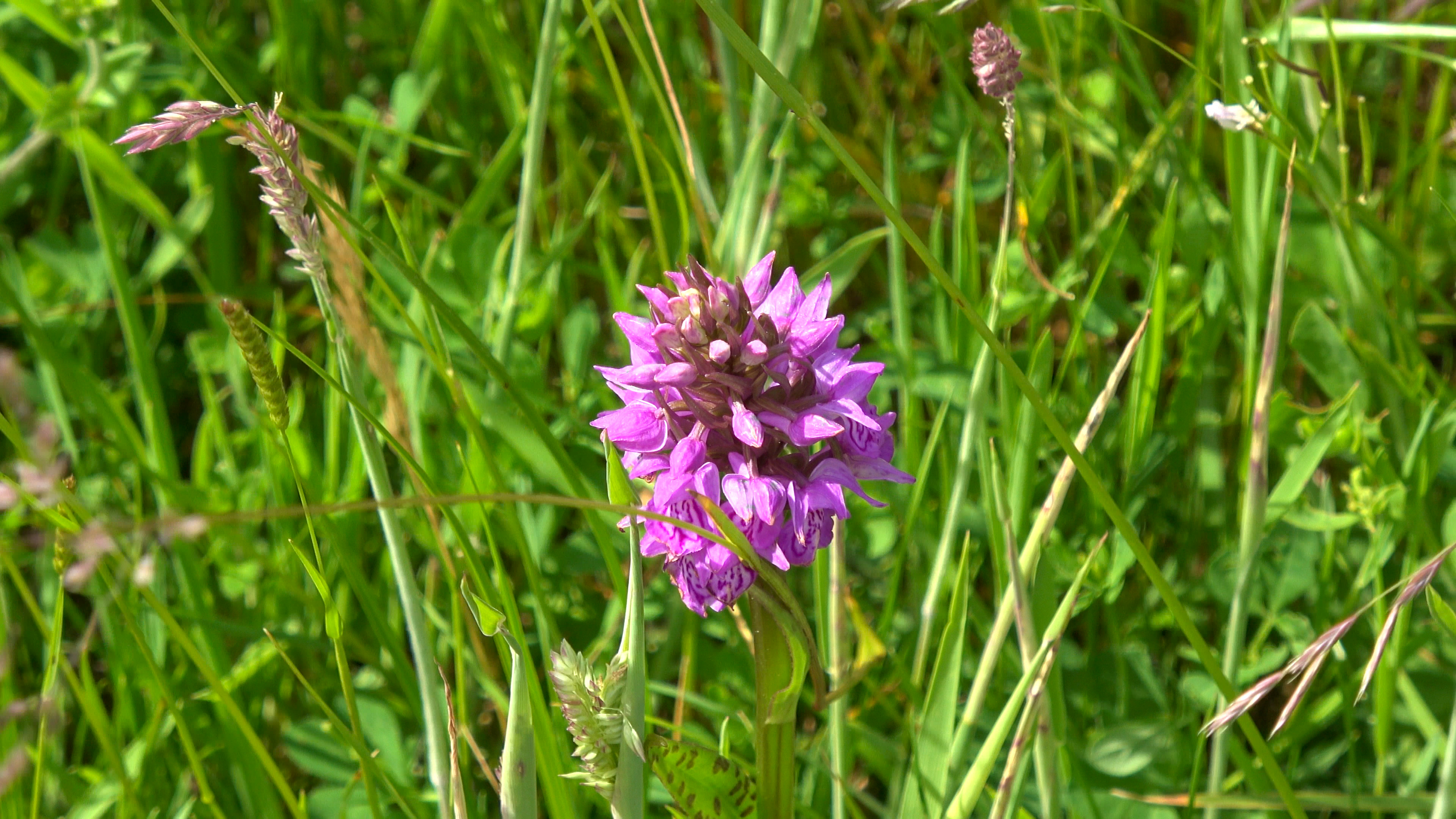
Geflecktes Knabenkraut in der Salzwiese am Weg zum Beobachtungsturm

### FFH-Teilgebiet Grüne Insel mit Eiderwatt

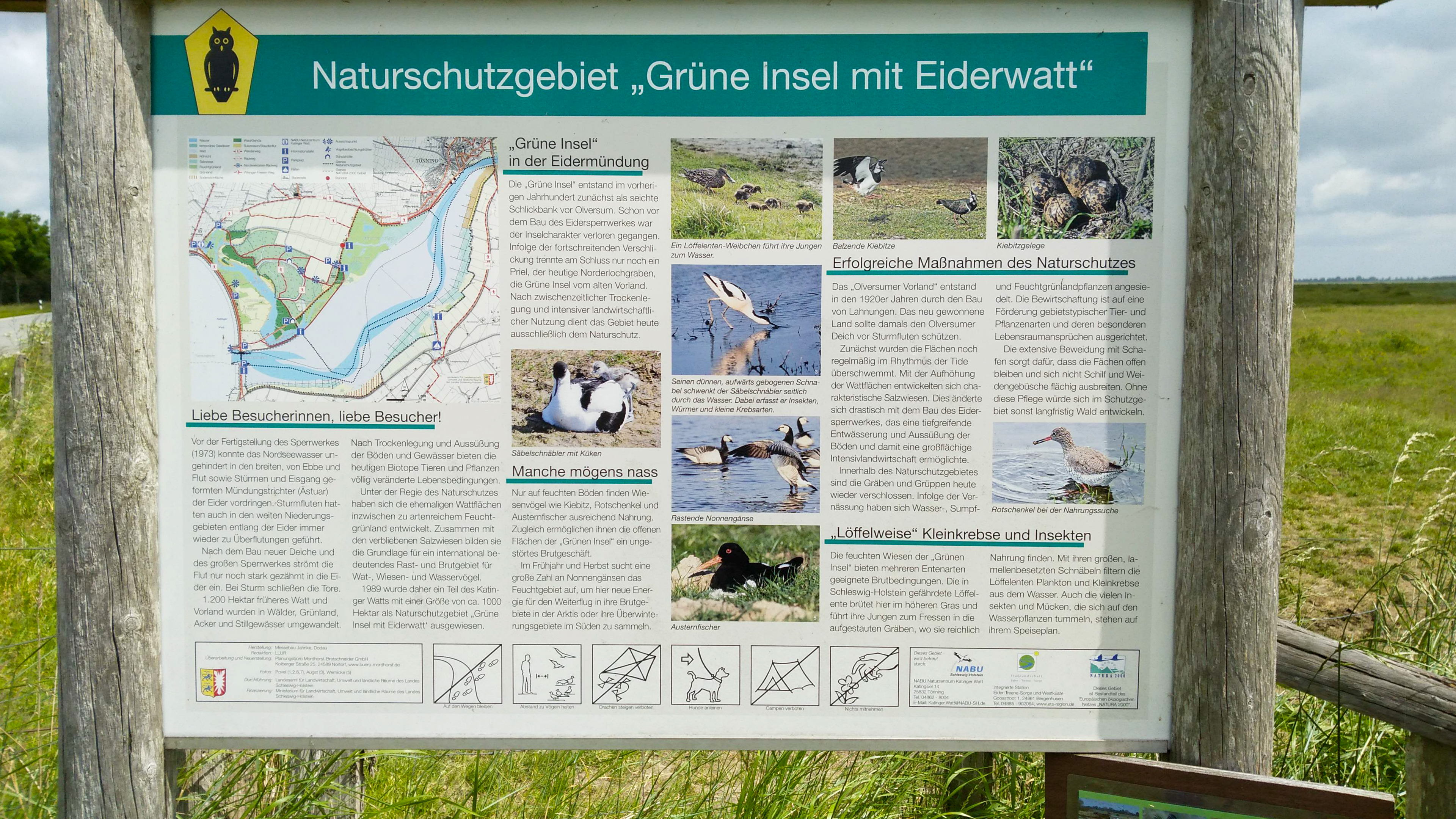
BIS-Tafel „Grüne Insel im Eiderwatt“

Das FFH-Teilgebiet Grüne Insel mit Eiderwatt hat eine Größe von 965 ha. Es erstreckt sich vom Eidersperrwerk im Westen bis zur Bundesstraße B5 am Südrand von Tönning im Osten. Die Nordgrenze bildet die Kreisstraße K41 bis Marienhof und von dort in östlicher Richtung der nördliche Eiderdeich am Südrand von Tönning bis zur B5. Die Südgrenze wird durch den Vordamm zwischen der B5 im Osten am Karolinenkoog und der Mündung des Schülper Kanals, sowie durch das Eiderwatt am Wesselburener Koog bis zum Ende der K65 gebildet. Danach ist der Vordamm des Wesselburener Koogs bis kurz vor dem Eidersperrwerk die Südgrenze.
Am rechten Ufer der Eider befindet sich im FFH-Teilgebiet Grüne Insel im Eiderwatt das Naturschutzgebiet Grüne Insel im Eiderwatt. Die Gebietsbetreuung gem. § 20 LNatSchG erfolgt durch den Naturschutzbund Deutschland, Landesverband Schleswig-Holstein e. V. In den Karten der Preußischen Landaufnahme bis 1930 ist die Insel nicht verzeichnet. In den Karten von 1932 bis 1950 ist die Grüne Insel mit einem Damm mit dem Katinger Vorland verbunden eingezeichnet. Mit dem Bau des Absperrdeiches zwischen Spannbüllhörn im Norden und Hundsknöll im Süden und des Eidersperrwerkes wurde der Wasserstand in der Eider soweit abgesenkt, dass die Grüne Insel zur Halbinsel wurde. Am linken Ufer der Eider liegt ebenfalls vollständig im Teilgebiet das am 22. Dezember 1989 gegründete Naturschutzgebiet Dithmarscher Eidervorland mit Watt, das ebenfalls vom Naturschutzbund Deutschland, Landesverband Schleswig-Holstein e. V. betreut wird. Ein Faltblatt des landesweiten Besucherinformationssystems (BIS) informiert über das Teilgebiet.

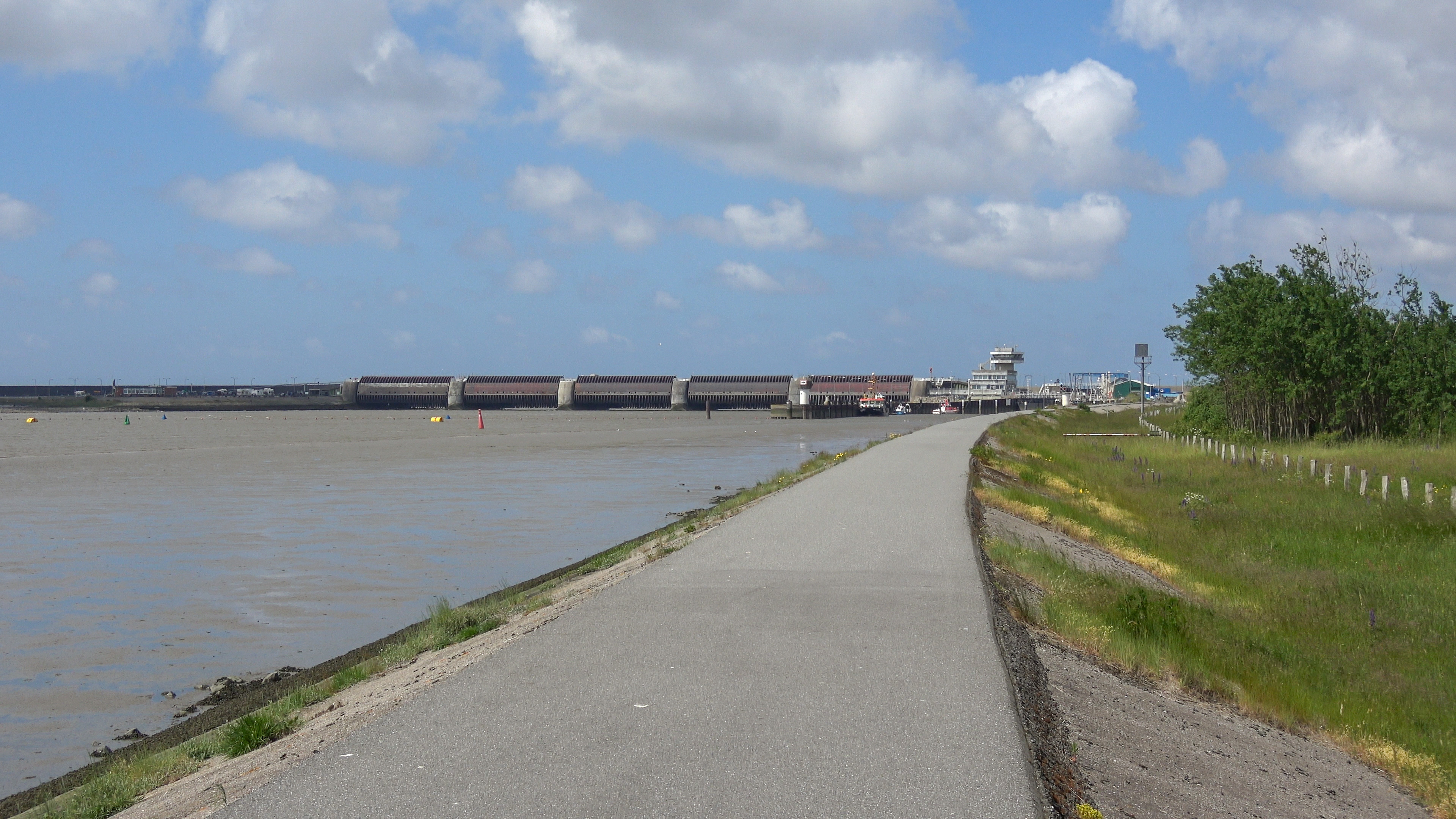
Eidersperrwerk als Westgrenze des FFH-Teilgebietes Grüne Insel mit Eiderwatt
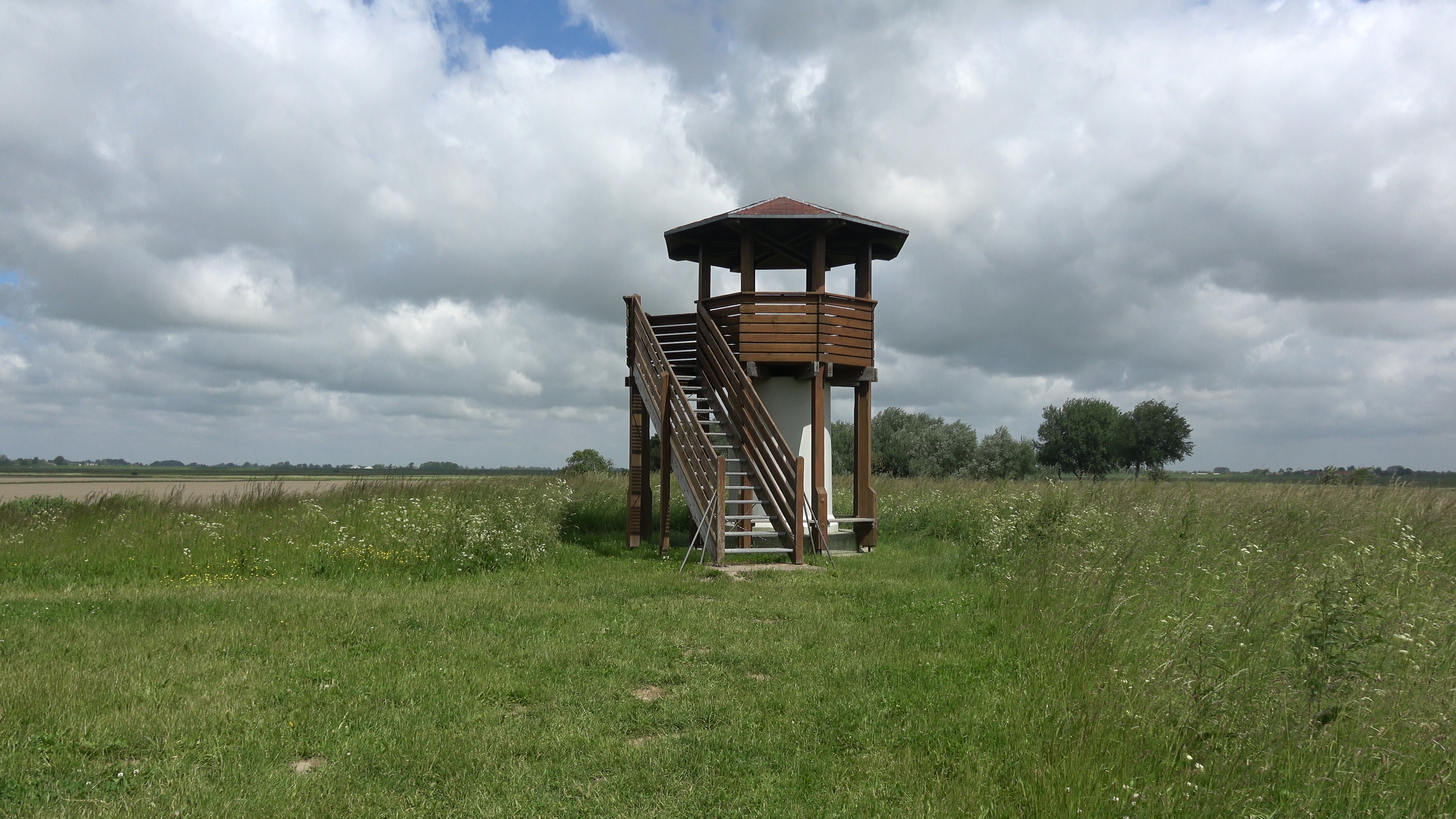
Aussichtsturm „Kiek ut“ am Rande des FFH-Teilgebietes „Grüne Insel mit Eiderwatt“
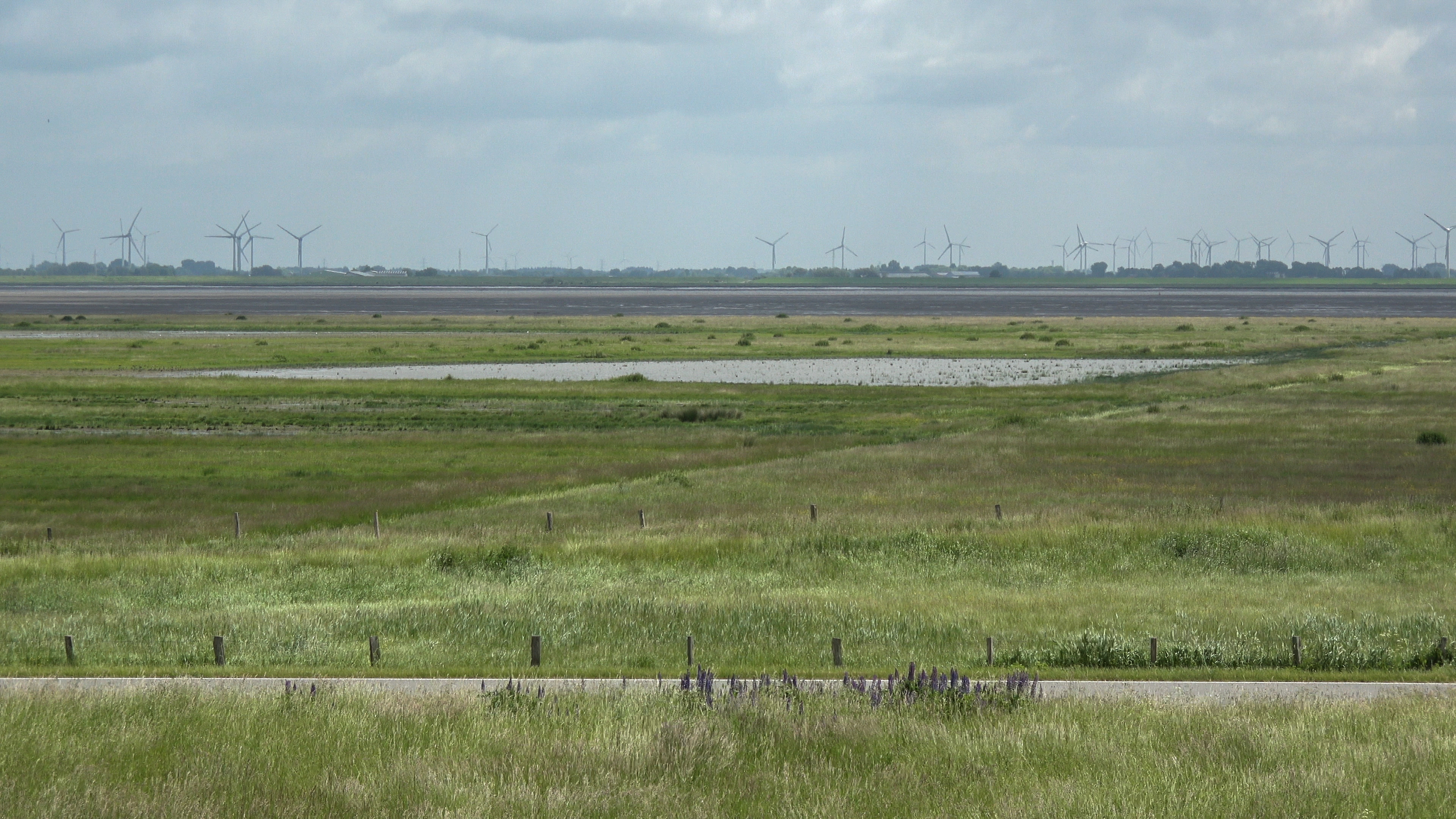
NSG Grüne Insel im Eiderwatt vom Aussichtsturm Kik ut
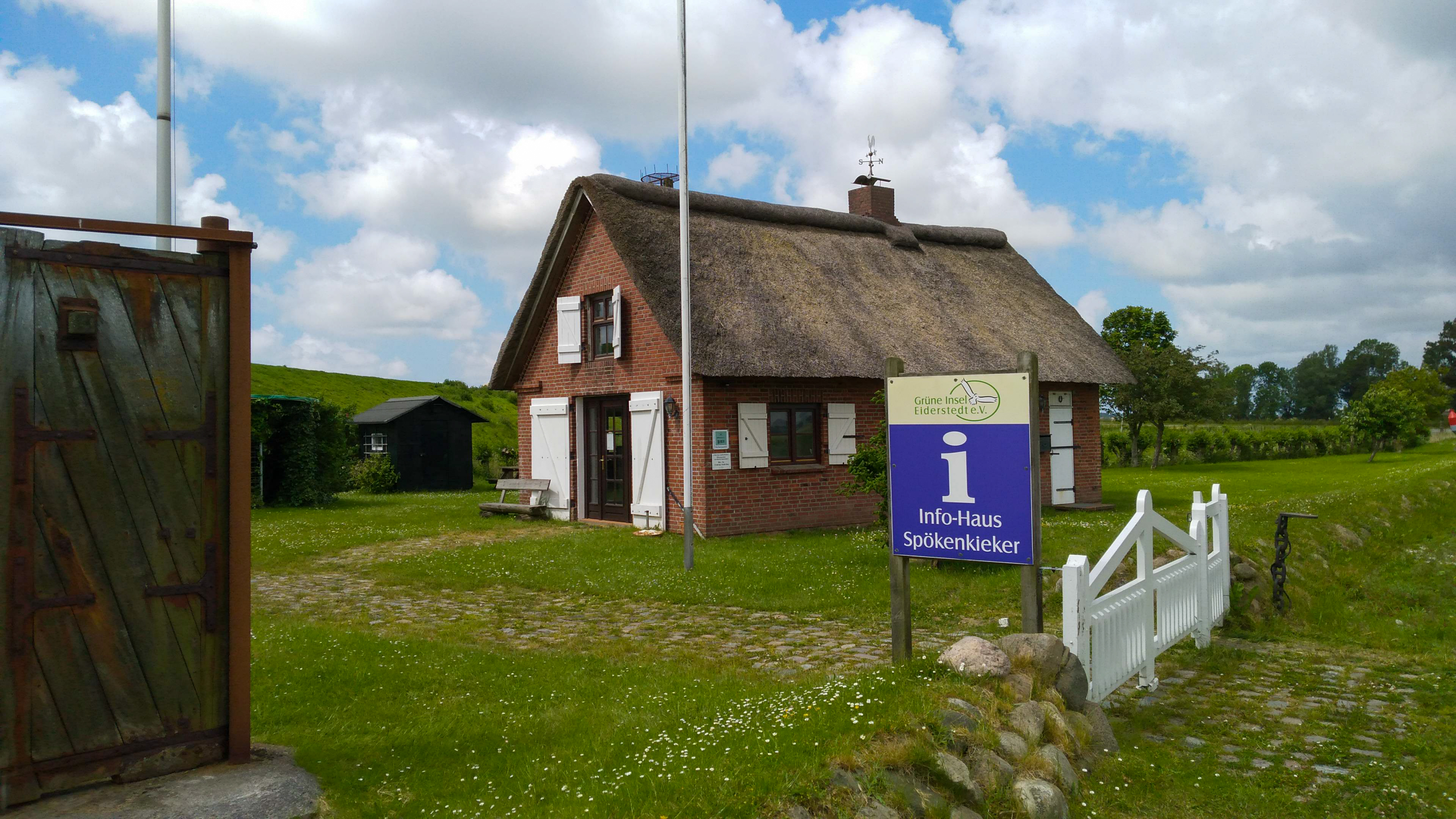
Infohaus Spökenkieker am Rande des FFH-Teilgebietes Grüne Insel mit Eiderwatt
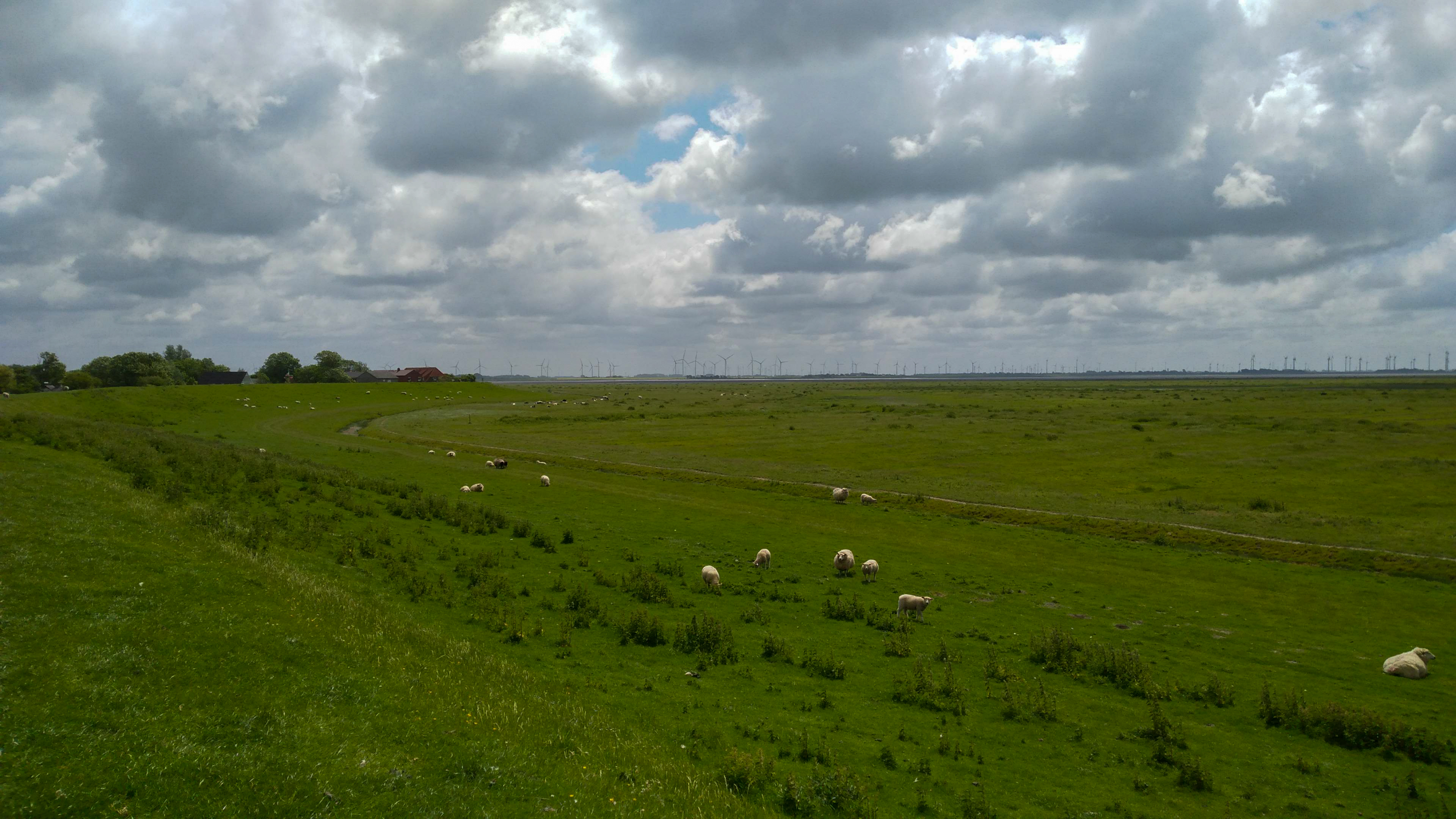
NSG Grüne Insel im Eiderwatt beim Infohaus Spökenkieker
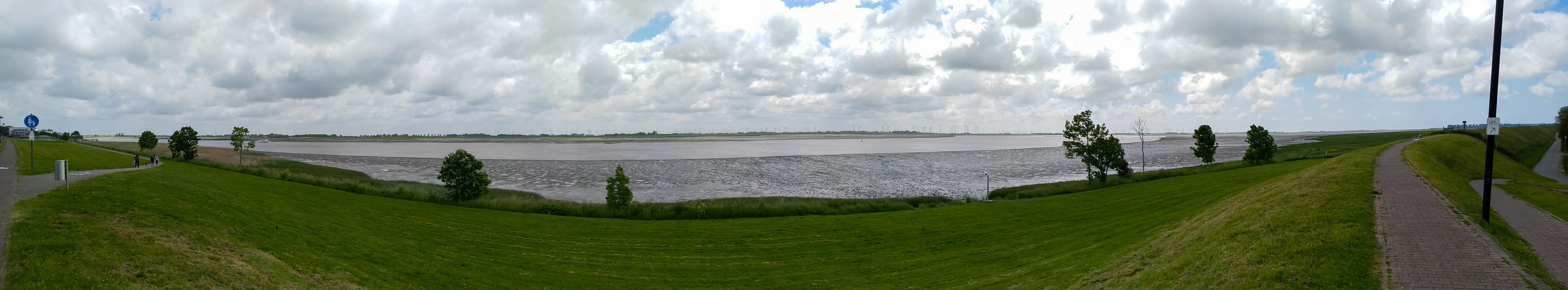
Eider bei Olversum
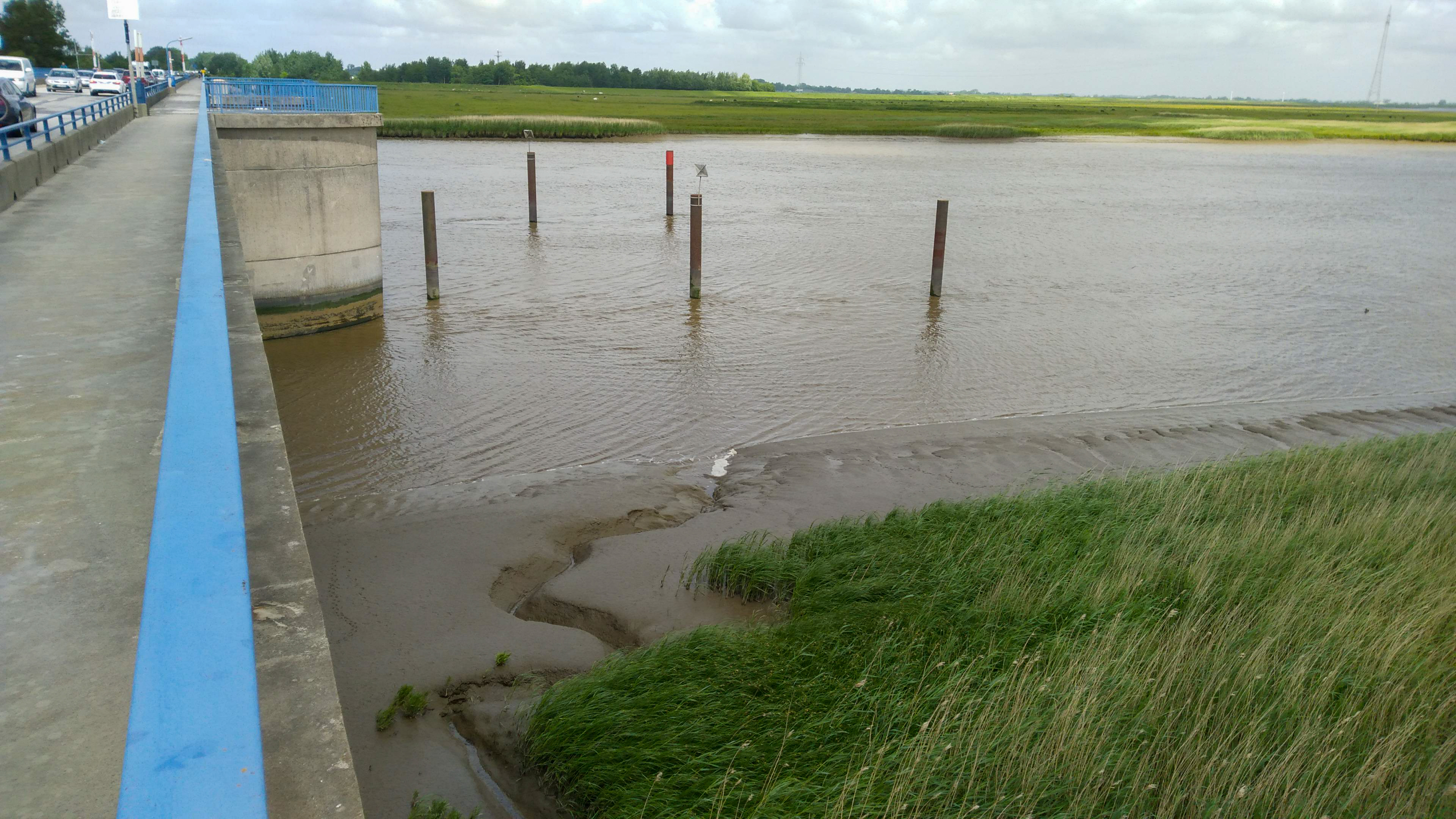
Ostgrenze des FFH-Teilgebietes Grüne Insel mit Eiderwatt an der Eiderbrücke bei Tönning

### FFH-Teilgebiet Nordfeld bis Tönning

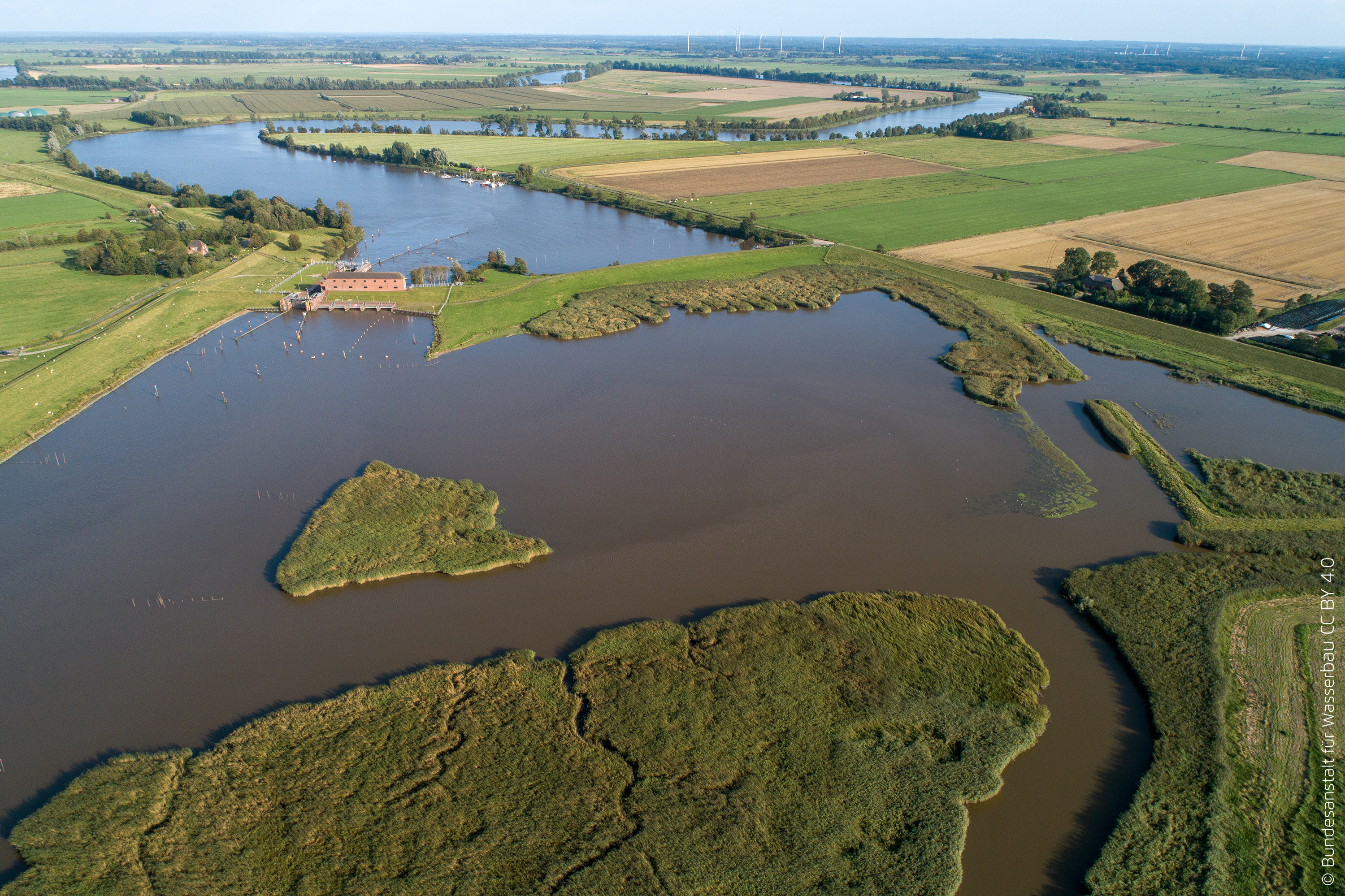
Ostgrenze des FFH-Gebietes Untereider an der Schleuse Nordfeld

Das FFH-Teilgebiet Nordfeld bis Tönning beginnt an der Eiderbrücke bei Tönning und endet flussaufwärts beim Sperrwerk und Schleuse Nordfeld. Das Sperrwerk wurde 1936 fertiggestellt und sorgte dafür, dass bei Sturmfluten das Hochwasser nicht mehr bis Rendsburg auflief, sondern am Sperrwerk Nordfeld endete. Mit der Fertigstellung des Eidersperrwerkes im Jahre 1973 wurde auch dieser Flussabschnitt gegen Überflutungen gesichert und erhielt seine jetzige Gestalt.
Innerhalb des Teilgebietes befindet sich am Westrand bei Tönning das am 16. Dezember 1992 gegründete Naturschutzgebiet Oldensworter Vorland, das zwischen dem rechten Eiderdamm und der Eider liegt. Die Gebietsbetreuung gem. § 20 LNatSchG erfolgt durch den Naturschutzbund Deutschland, Landesverband Schleswig-Holstein e. V. An der Schleuse am Neuen Hafen in Friedrichstadt liegt die Grenze zu dem etwas kleinerem FFH-Gebiet Treene Winderatter See bis Friedrichstadt und Bollingstedter Au. Zwischen der Eiderbrücke bei Friedrichstadt bis zur Schleuse Nordfeld grenzt das Teilgebiet an das am 26. März 2018 erschaffene Landschaftsschutzgebiet „Ostenfeld-Schwabstedter Geest mit vorgelagerter Marsch“; teilweise überdecken sich beide Gebiete. Bei Preil grenzt das am 6. Dezember 1976 geschaffene Landschaftsschutzgebiet „Alte Deichbruchstelle bei Preil“ an das Teilgebiet.

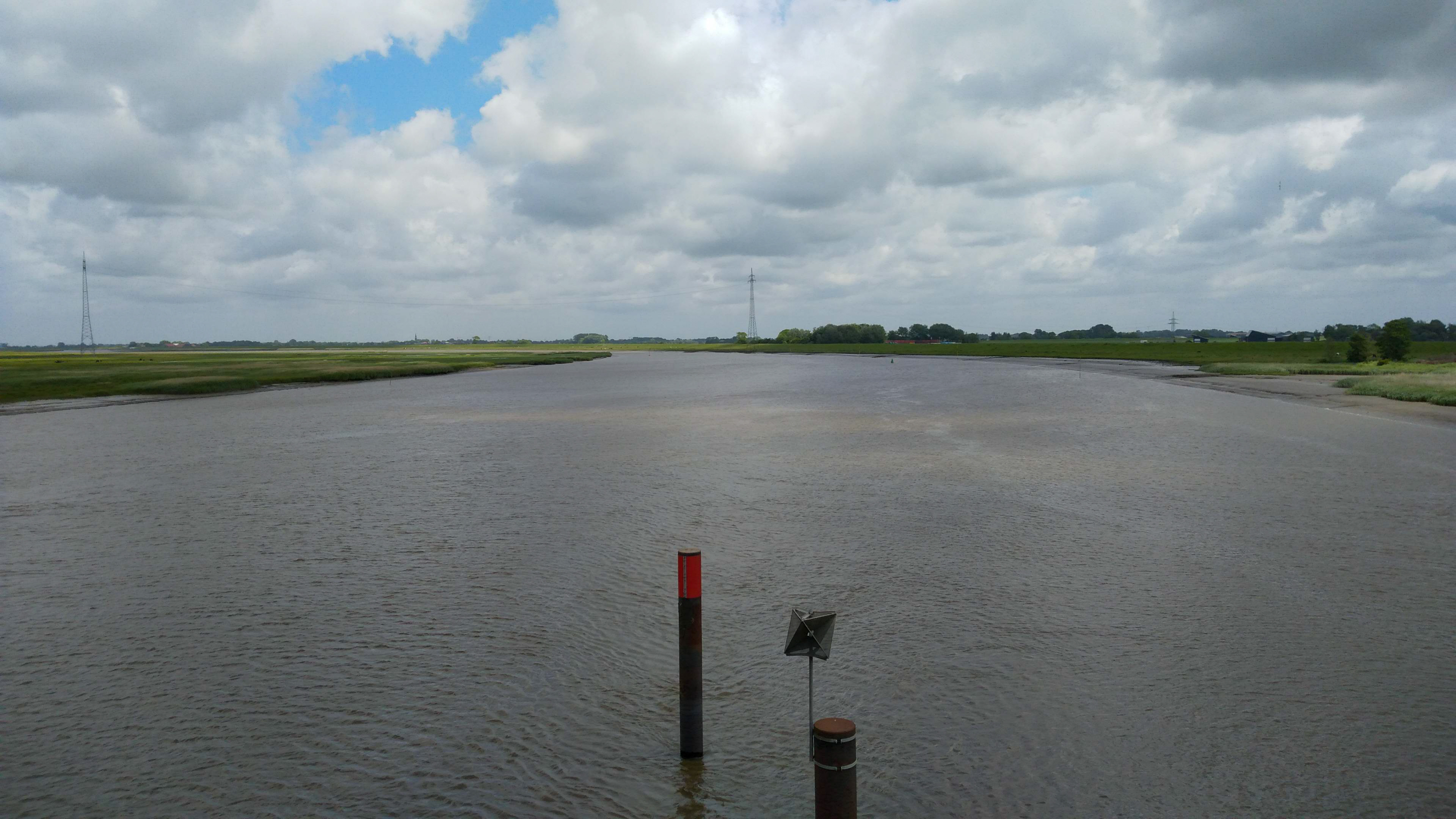
Westgrenze des FFH-Teilgebietes an der Eiderbrücke bei Tönning
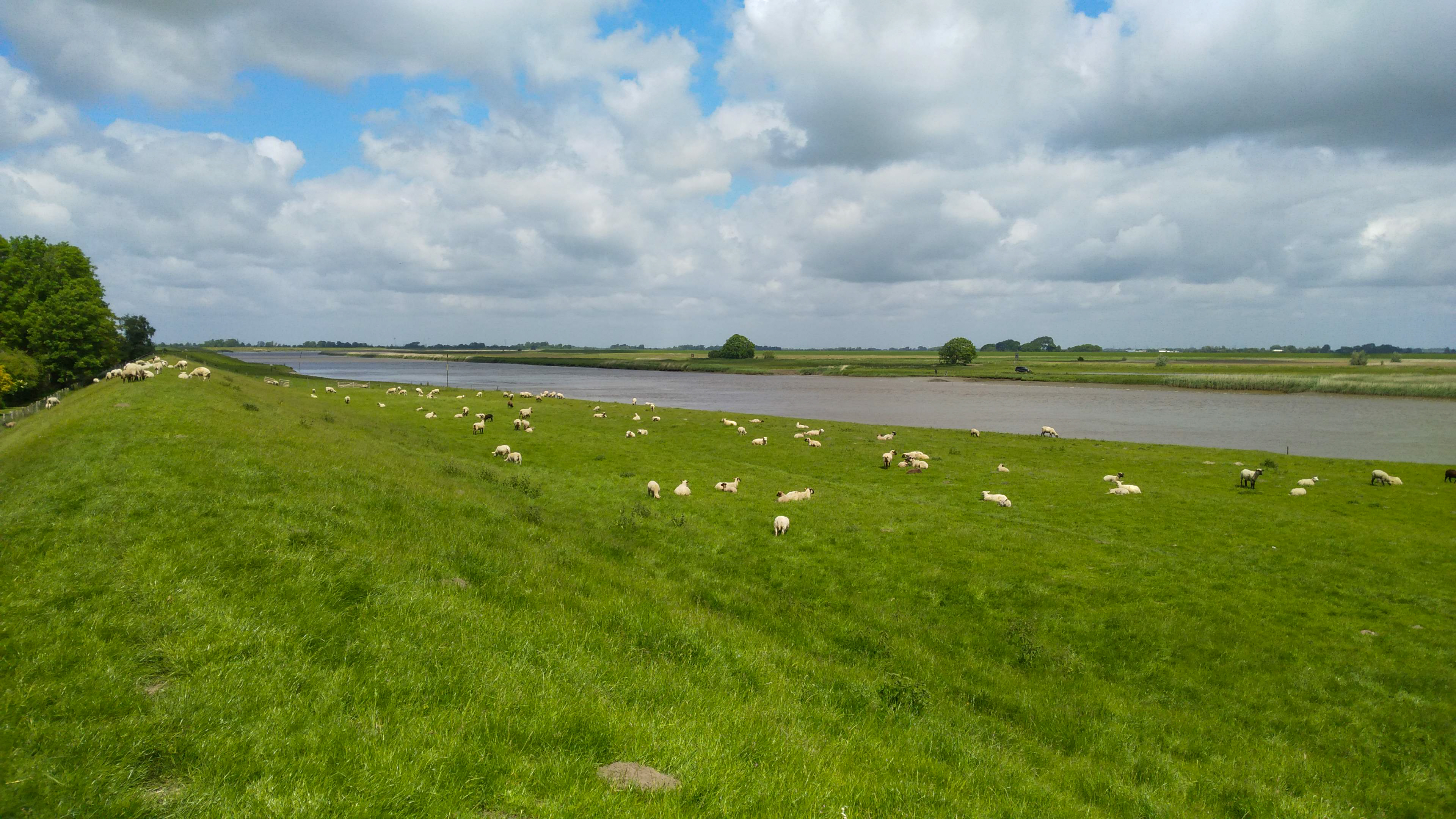
Eider bei Hemmerdeich
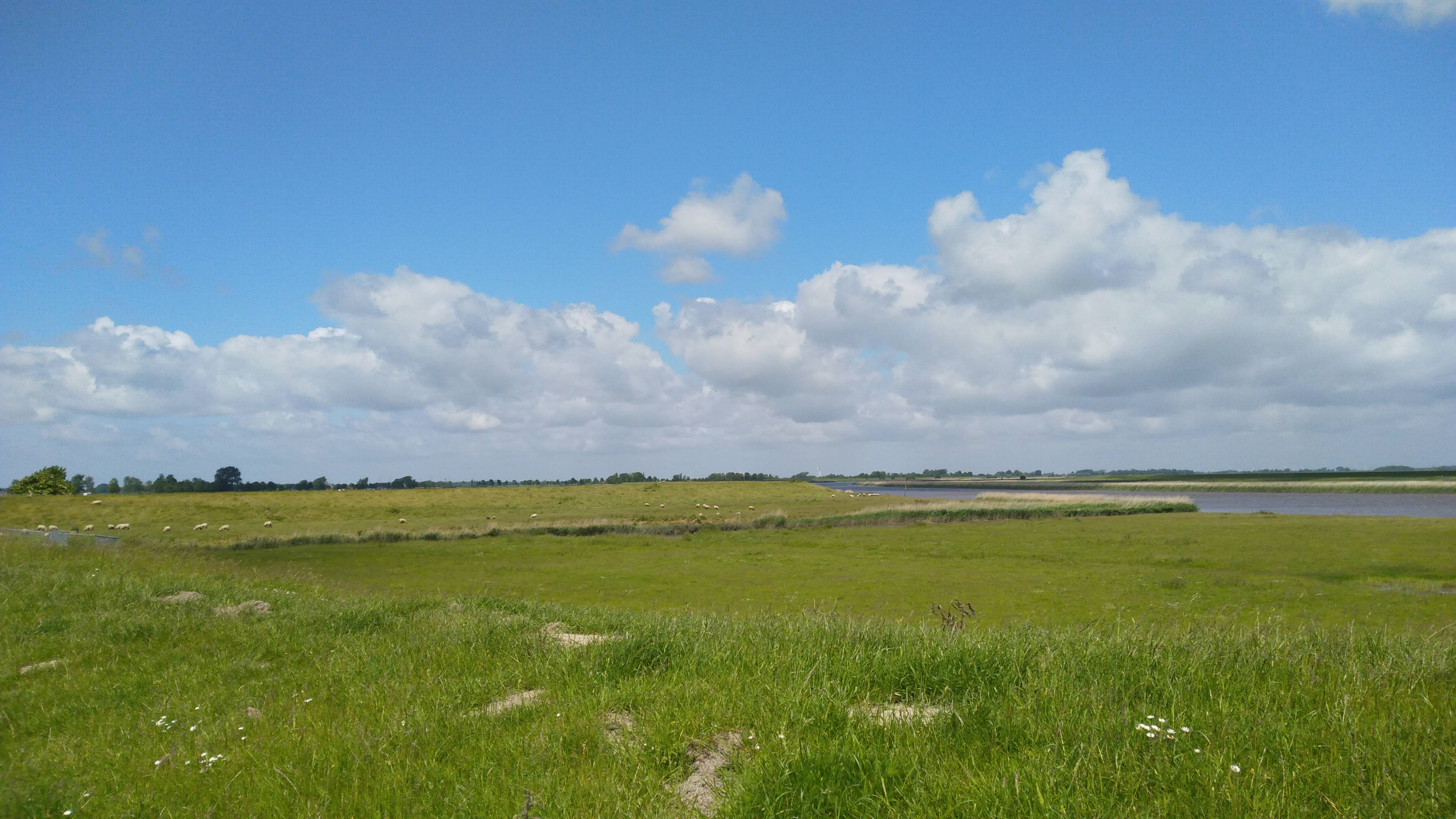
Mündung der Alten Eider in die neue Eider bei Rothenspieker
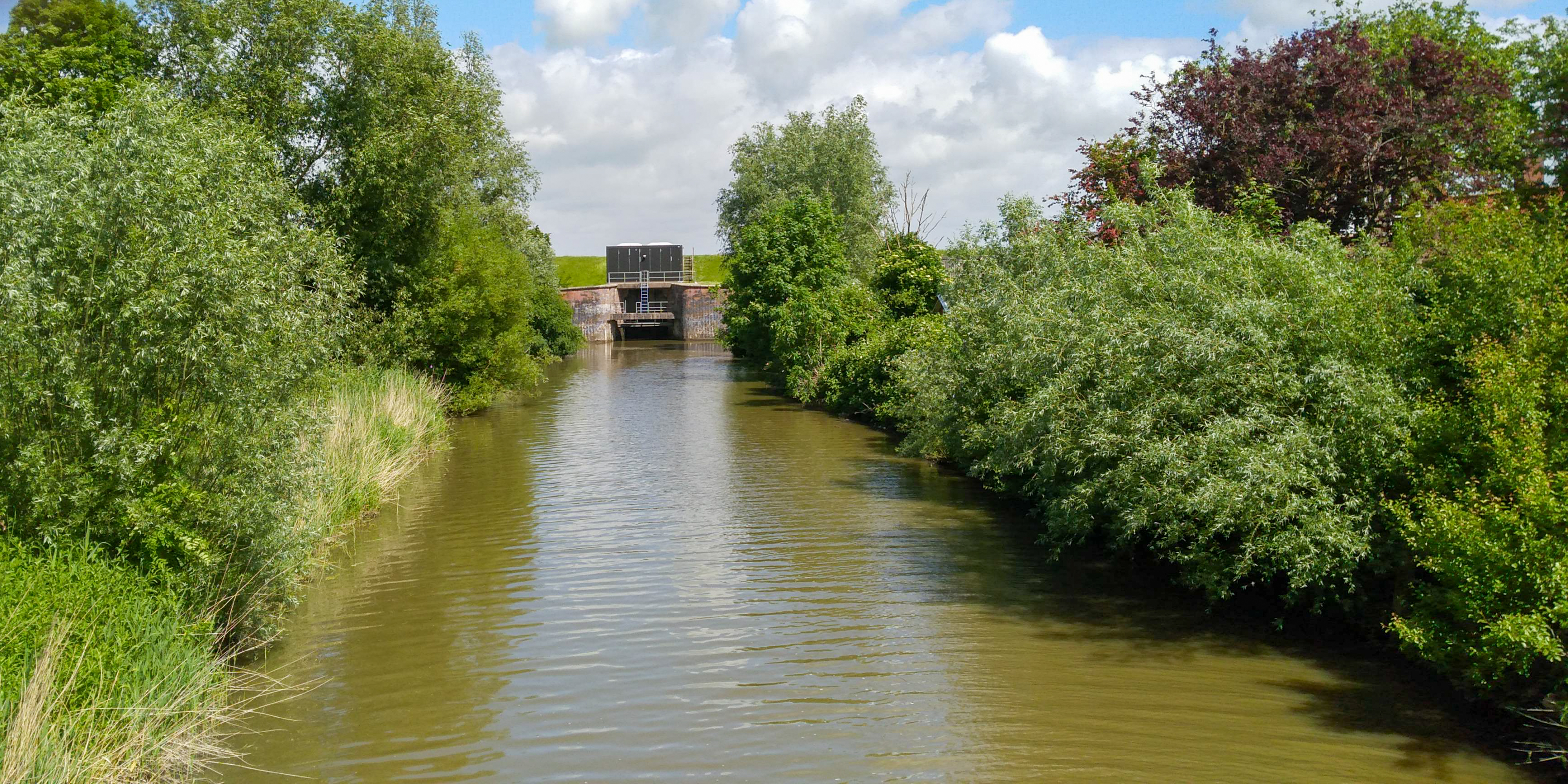
Schöpfwerk Rothenspieker an der Alten Eider (Wester-Sielzug)
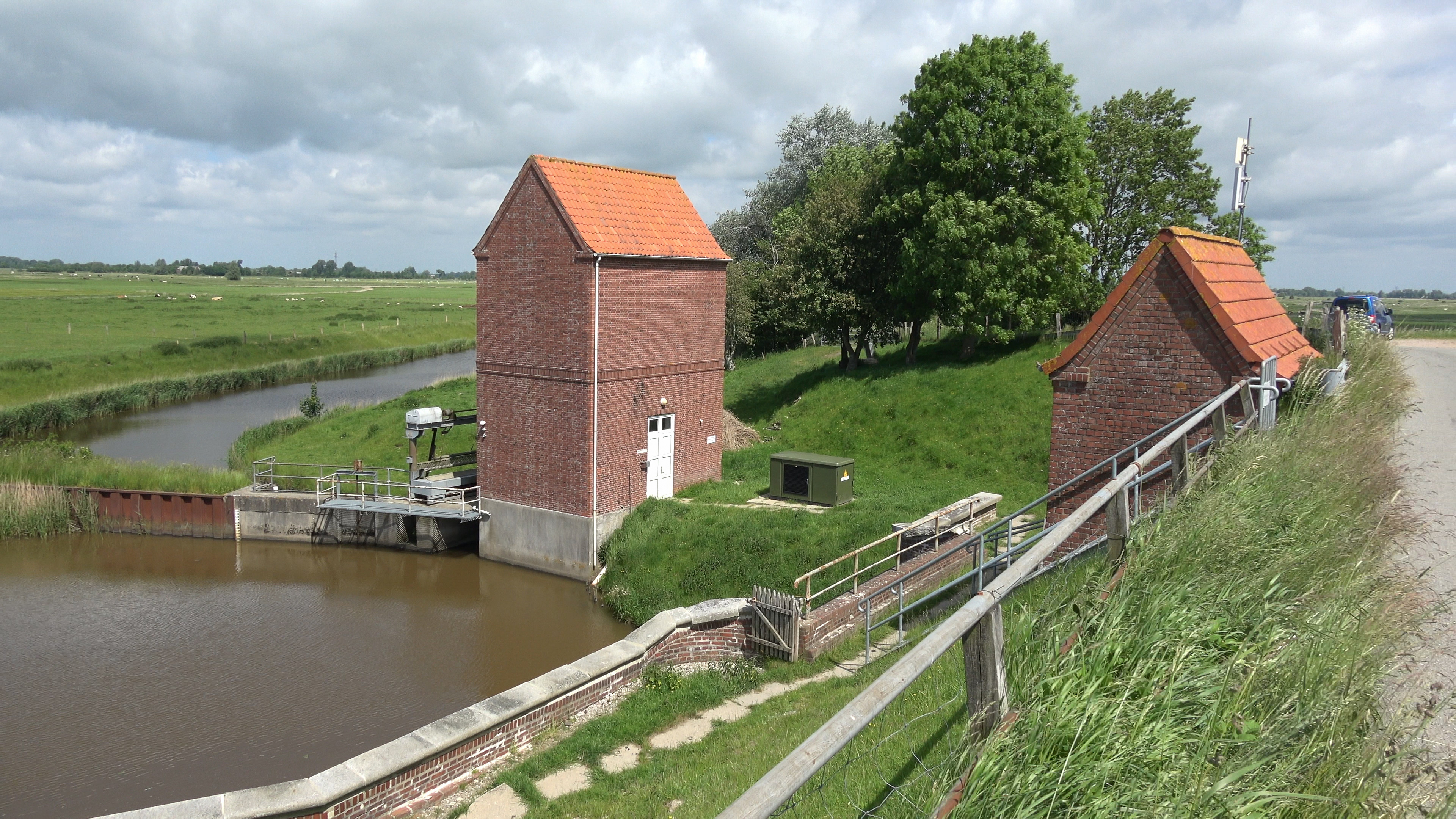
Reimerbude-Sielzug vorne und Witzworther Sielzug hinten durch Wehr getrennt
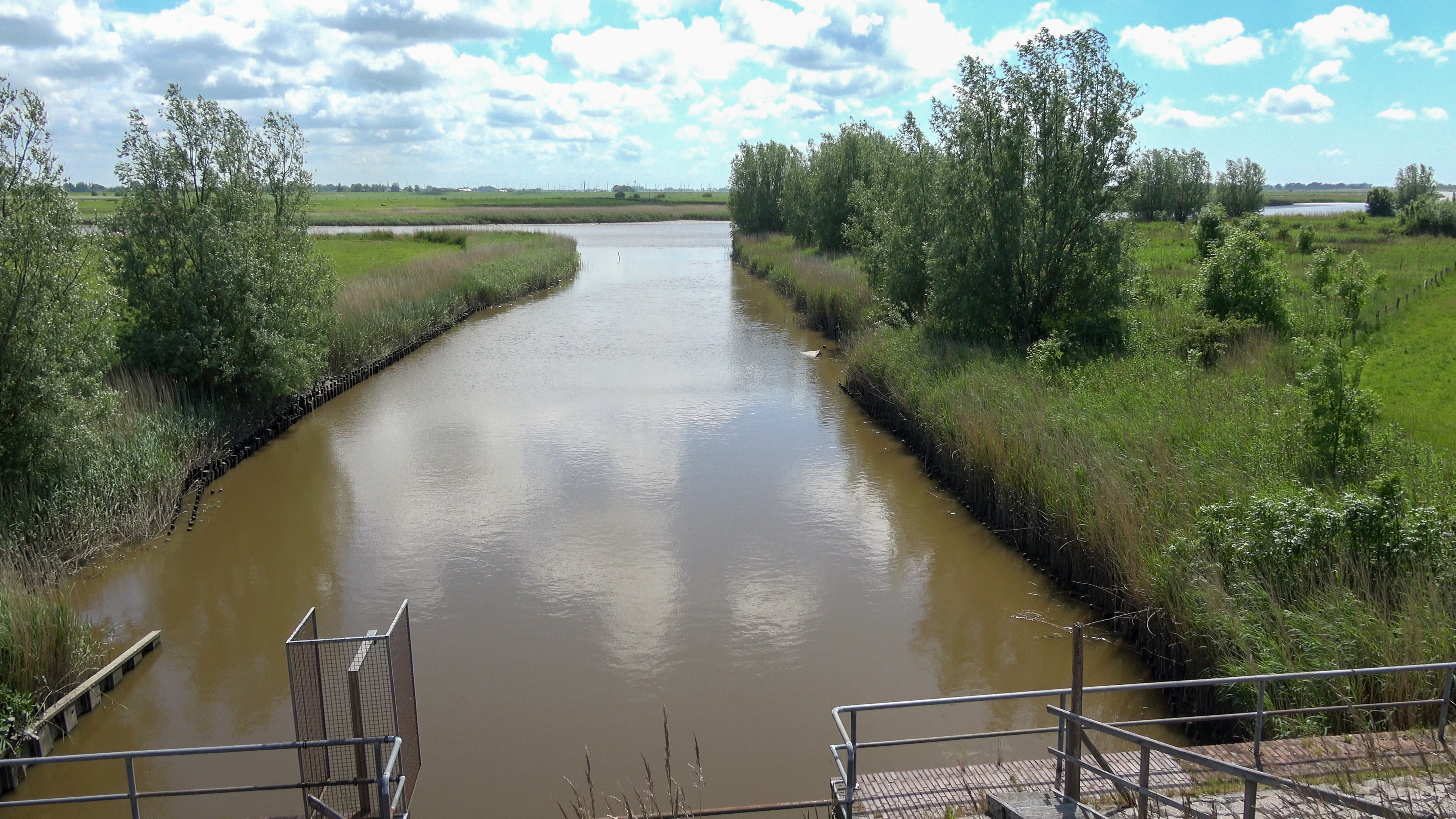
Reimersbude-Sielzug. Im Hintergrund die Eider
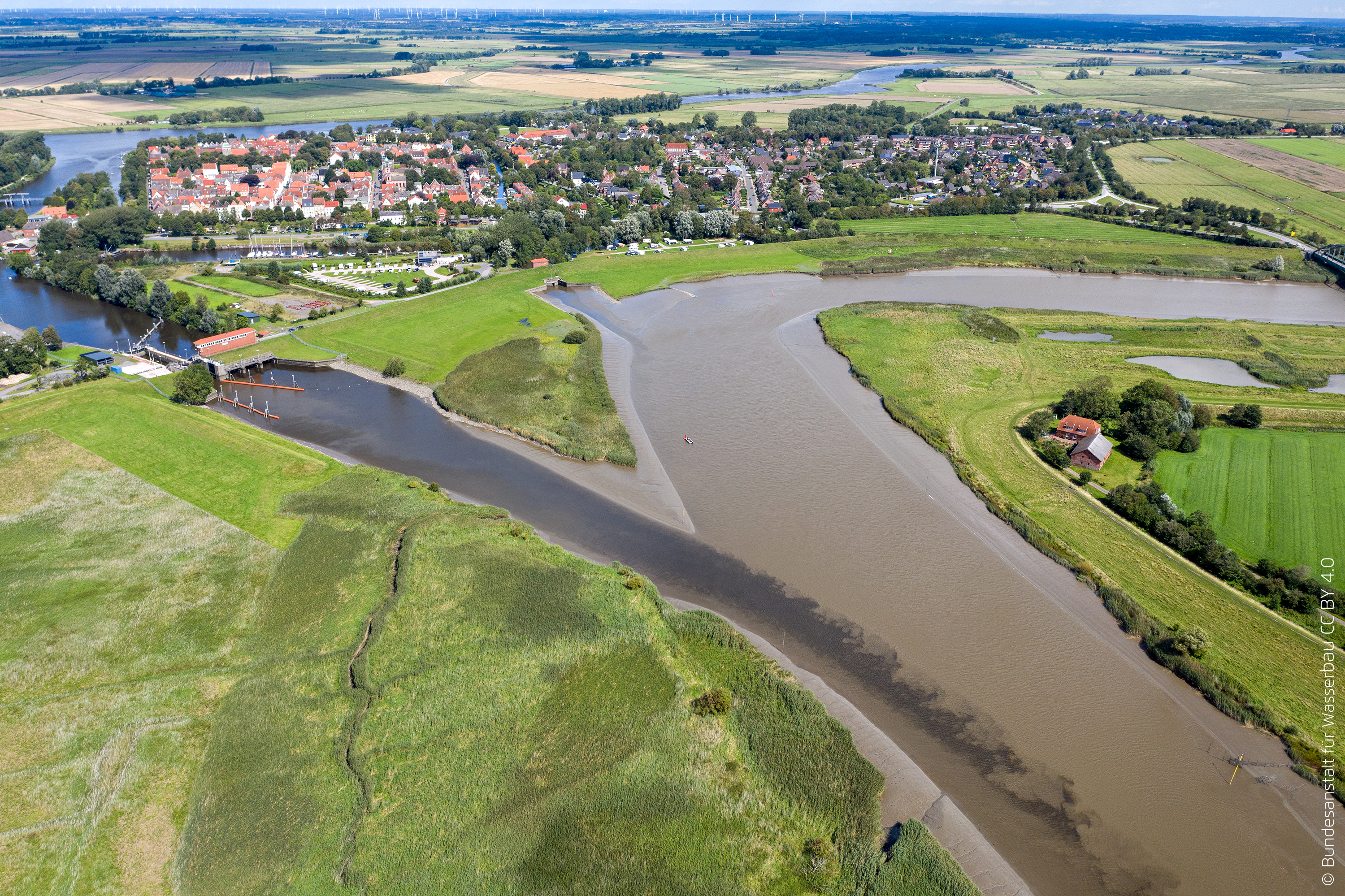
Treenemündung in die Eider bei Ebbe
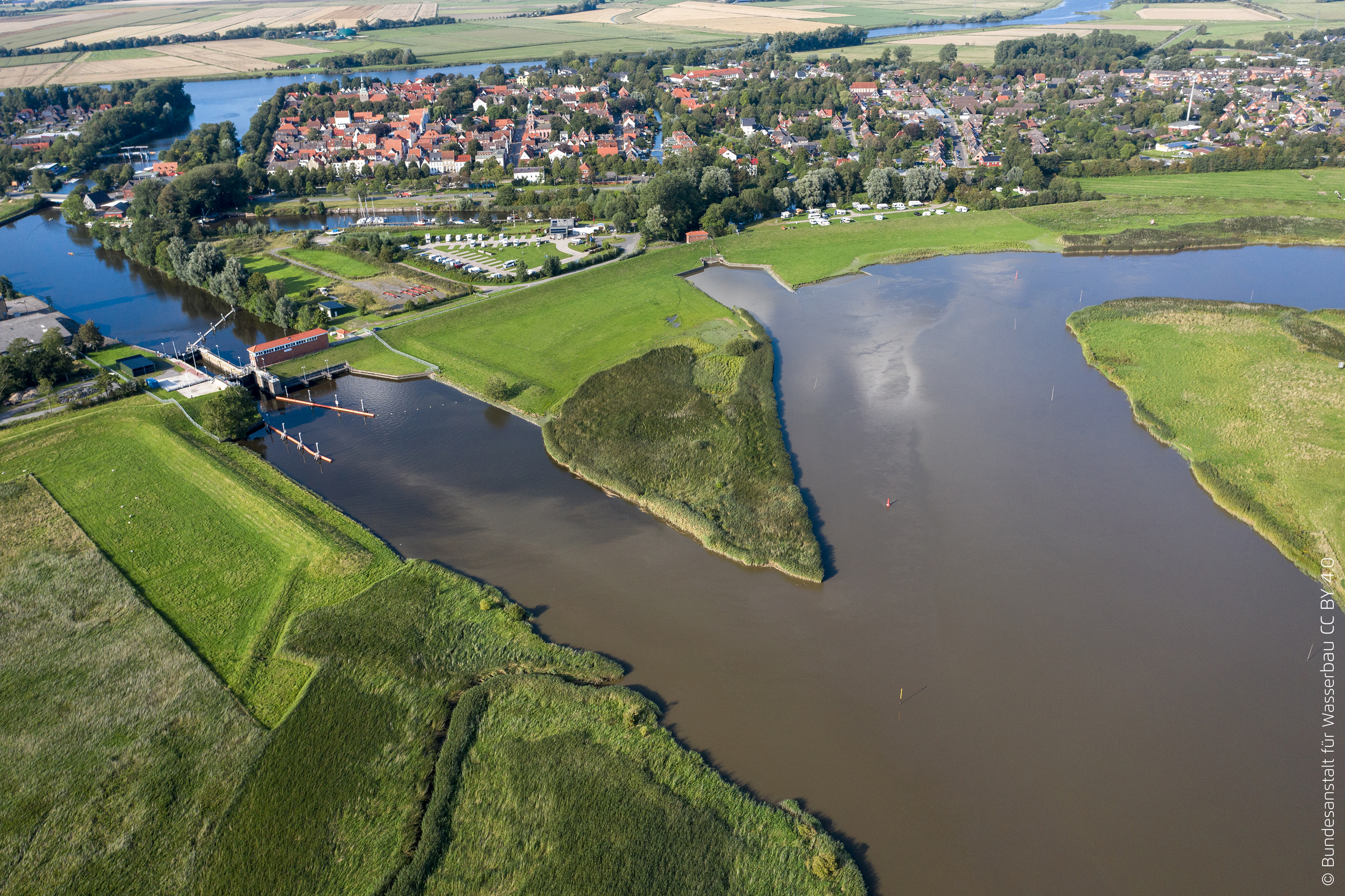
Treenemündung in die Eider bei Flut
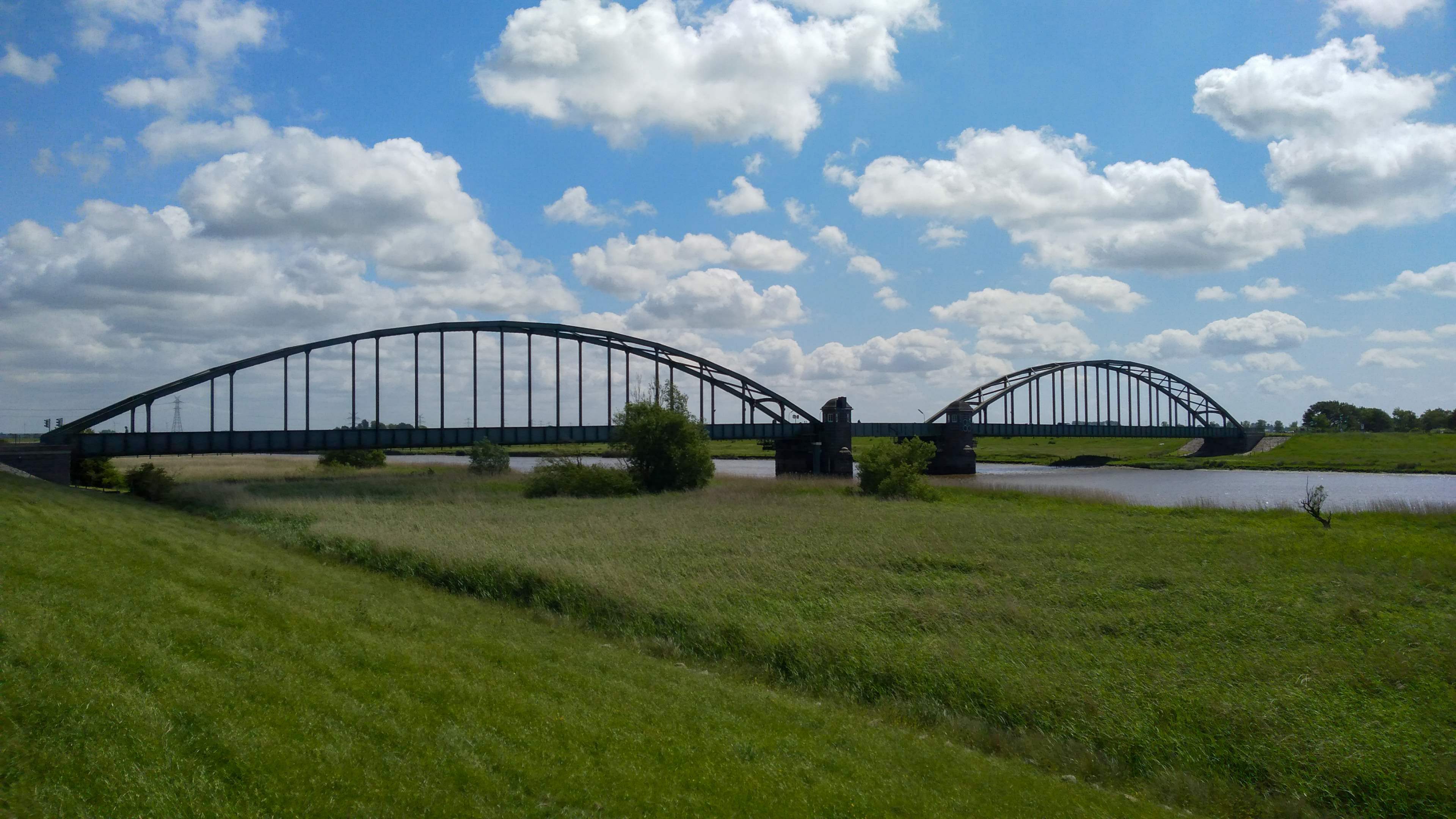
Eiderbrücke bei Friedrichstadt
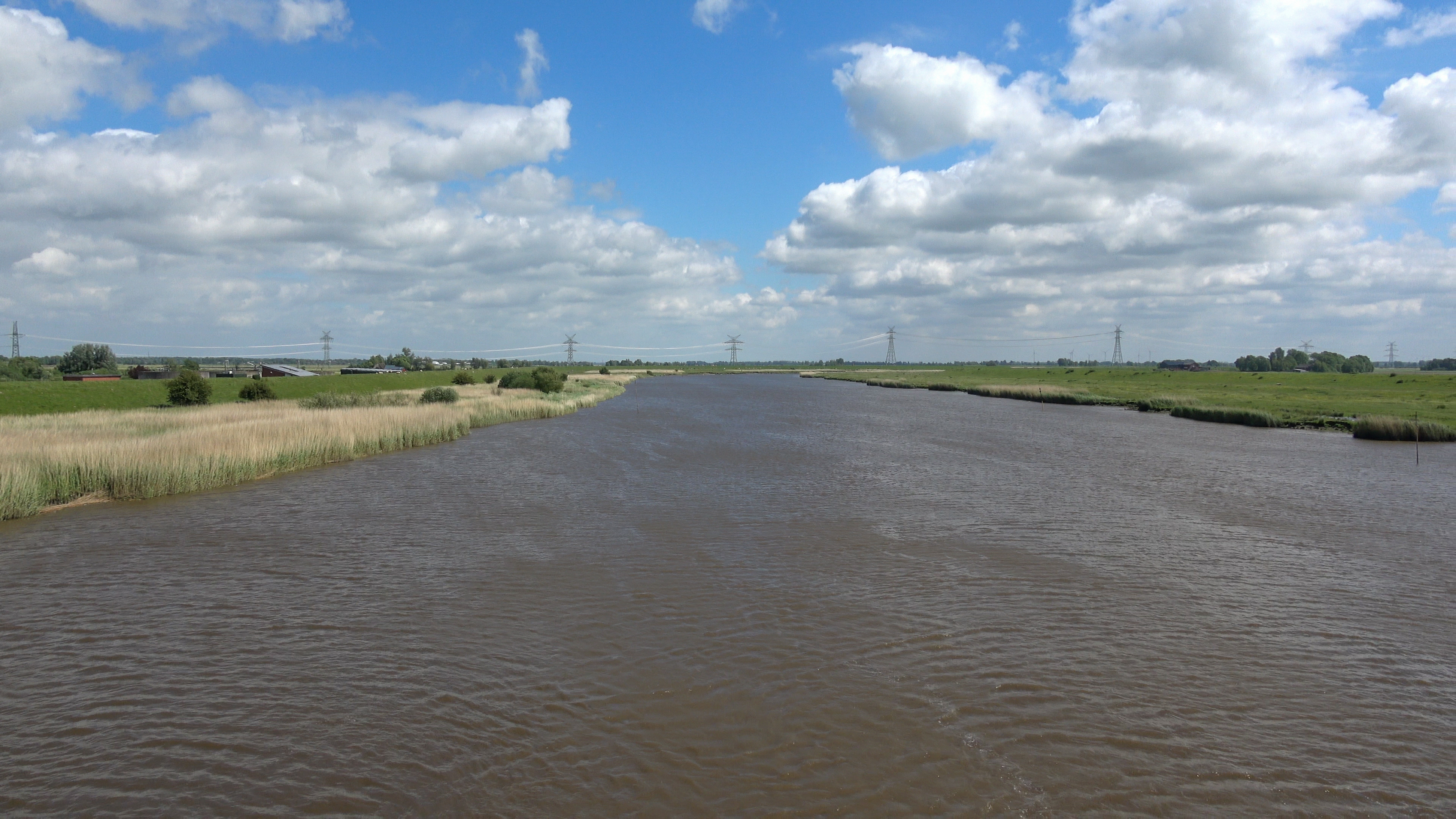
Eider flussaufwärts ab Brücke Friedrichstadt
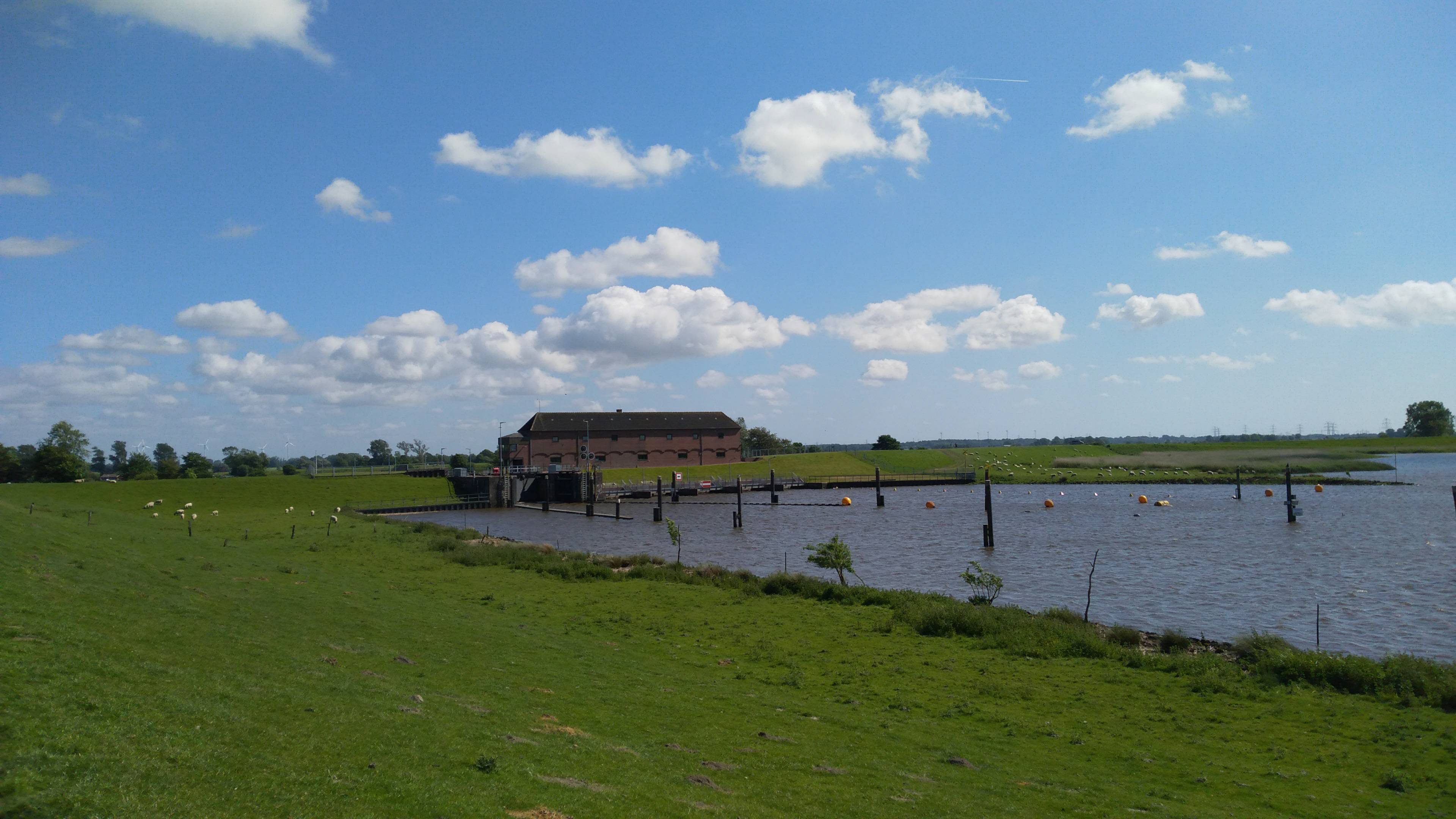
Ostgrenze des FFH-Gebietes Untereider an der Schleuse Nordfeld
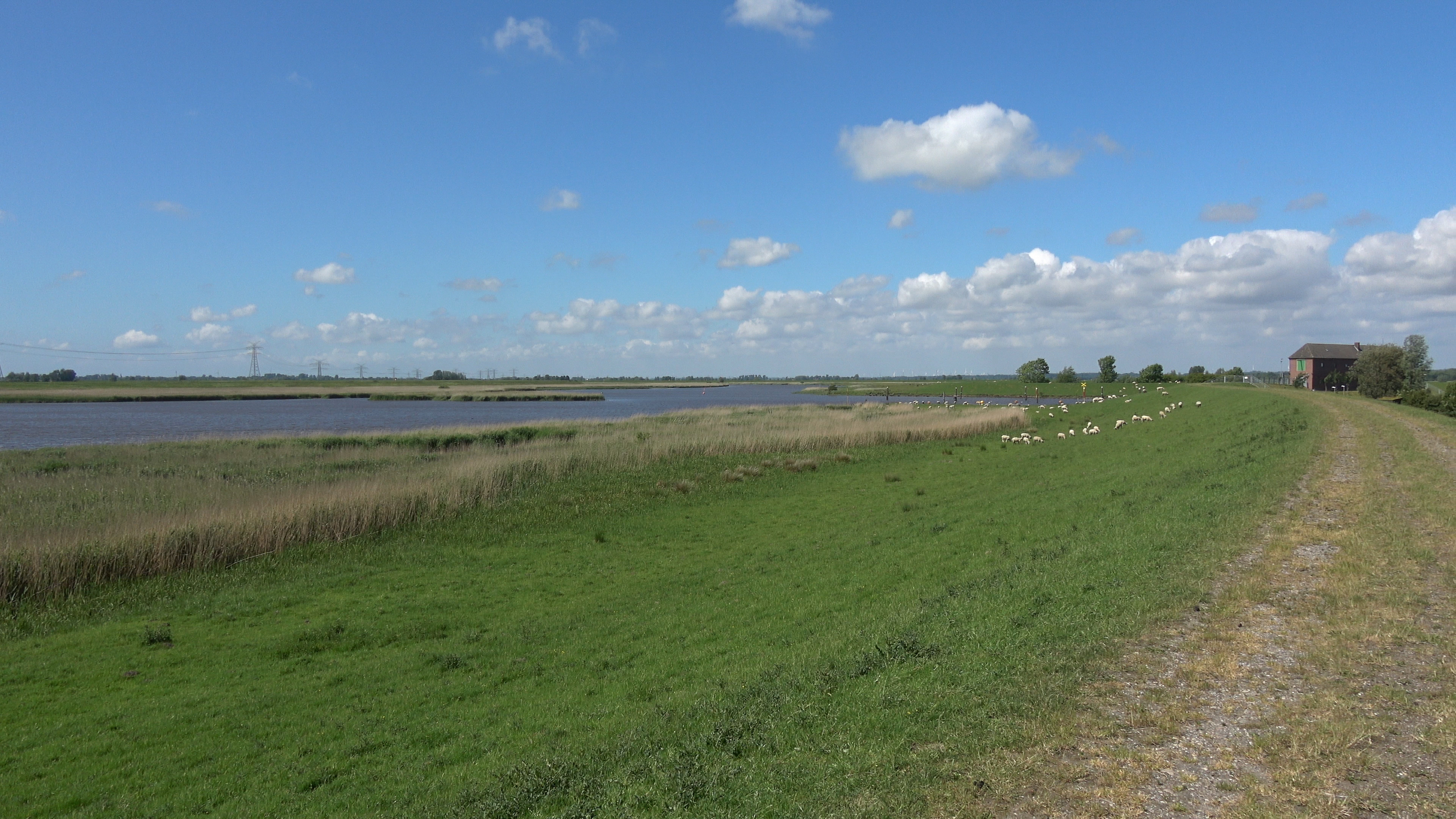
Ostgrenze des FFH-Gebietes Untereider an der Schleuse Nordfeld
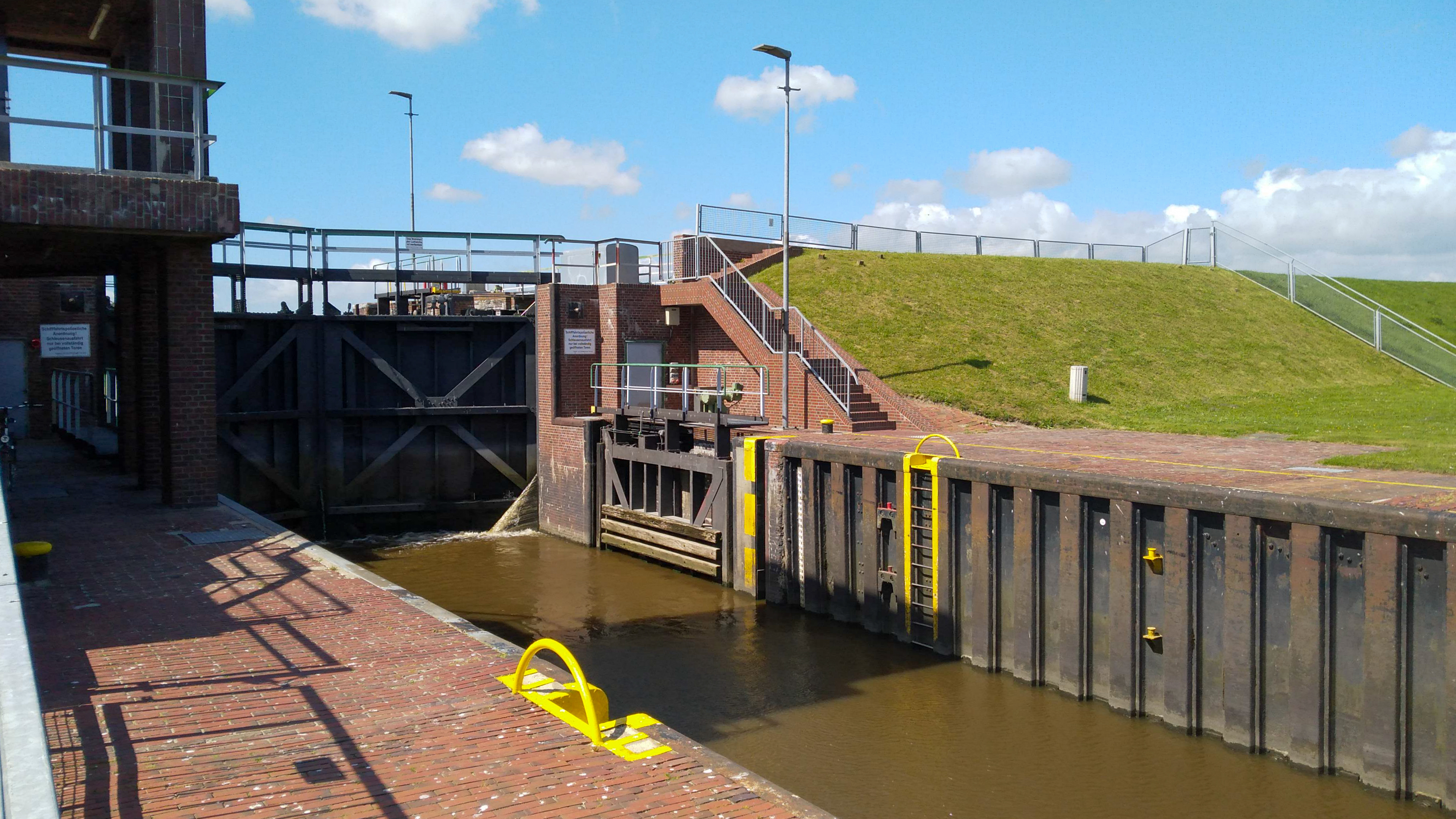
Schleuse Nordfeld ist die Ostgrenze des FFH-Gebietes Untereider

### FFH-Teilgebiet Wattenmeerplan
Der Wattenmeerplan 2010 ist das Ergebnis einer Regierungskonferenz der Wattenmeeranrainerstaaten Dänemark, Deutschland und der Niederlande zum Schutz des Wattenmeeres, die am 18. März 2010 in Westerland auf Sylt stattgefunden hat. Mit dem Wattenmeerplan 2010 wollte man zusammen mit der Gemeinsamen Erklärung zum Schutz des Wattenmeeres einen Rahmen für das integrierte Management des Wattenmeergebietes erstellen. Als ausführendes Organ für dieses trilaterale Management wurde bereits im Jahre 1987 eine gemeinsame Behörde, das Wattenmeersekretariat in Wilhelmshaven geschaffen. Ein Ziel bestand darin, das dieses Sekretariat die Managementpläne für die bis dahin national erstellten Managementpläne ersetzt. In Deutschland sind die Bundesländer für die Umsetzung der FFH-Richtlinie zuständig. In Schleswig-Holstein wird diese Aufgabe durch das Landesamt für Landwirtschaft, Umwelt und ländliche Räume (LLUR) wahrgenommen. Dieses hat aus der Erfahrung heraus, dass das Wattenmeersekretariat bis heute seine Hauptaufgabe in der überregionalen Darstellung der Erhaltungs- und Entwicklungsziele sieht, weiterhin eigene Managementpläne für die FFH-Gebiete im Wattenmeer erstellt. Dies wurde noch verstärkt durch die Anerkennung des Wattenmeeres der drei Länder als UNESCO-Weltnaturerbe im Jahre 2014. Weil die Amtssprache des Wattenmeersekretariats Englisch ist, ging der regionale Bezug zu den kleinteiligen nationalen FFH-Gebieten verloren. Fast alle Veröffentlichungen des Wattenmeersekretariats erfolgen ausschließlich in englischer Sprache.
Im Falle des FFH-Gebietes Untereider ist in Karte 4 des Wattenmeerplanes 2010 die Untereider nur ungenau als Teil des Zuständigkeitsbereiches des Wattenmeersekretariats ausgewiesen. Auf der Netzseite des Wattenmeersekretariats gibt es nur eine Verknüpfung zum Nationalpark-Zentrum Multimar Wattforum. Angaben zum FFH-Gebiet Untereider fehlen (Stand 24. Juni 2021). Einen FFH-Managementplan in der in Schleswig-Holstein üblichen Form wurde vom Wattenmeersekretariat für das FFH-Teilgebiet Wattenmeerplan nicht erstellt.

## FFH-Erhaltungsgegenstand

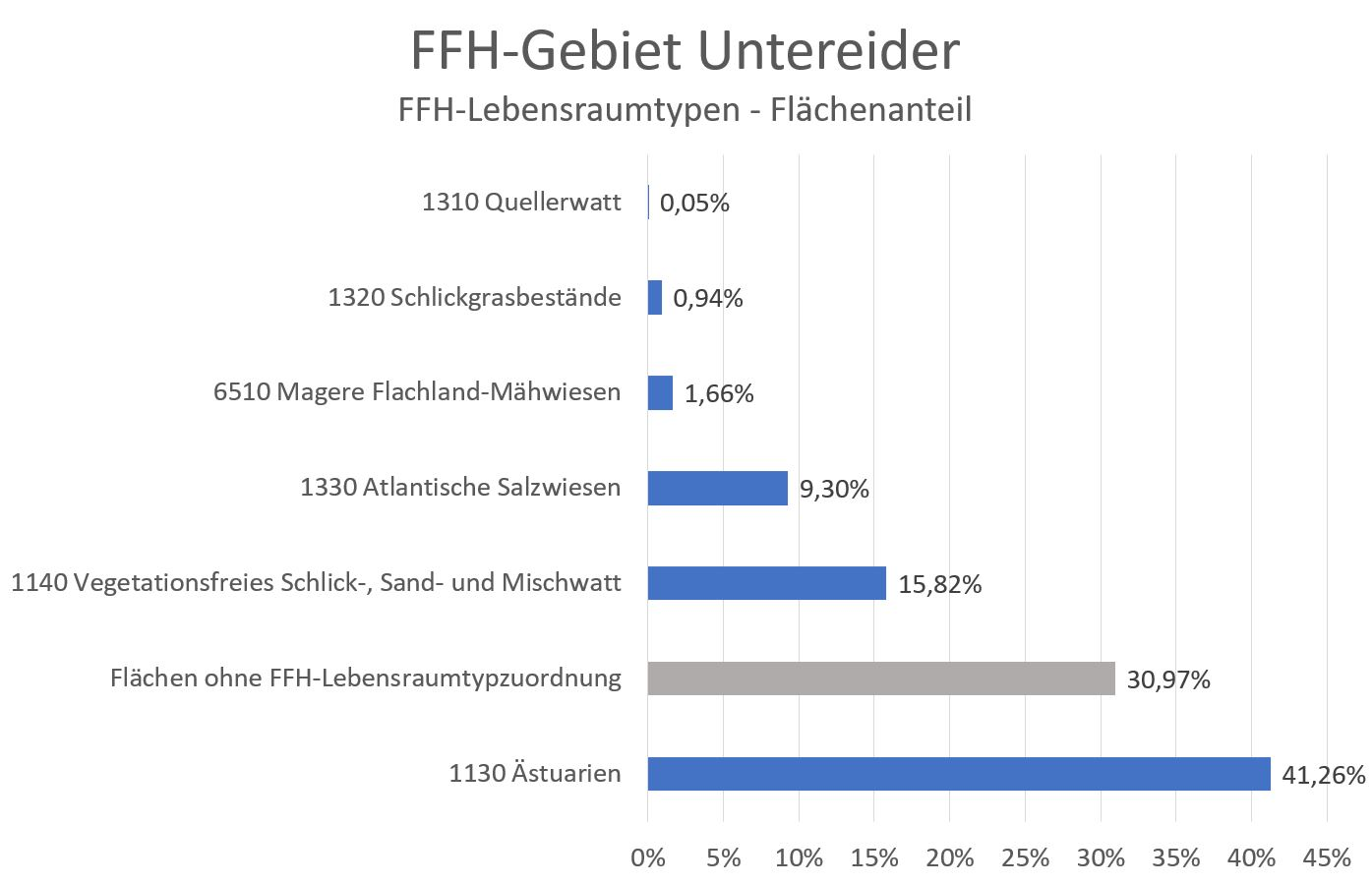
Diagramm 2: FFH-Lebensraumtypen

Laut Standard-Datenbogen vom Mai 2019 sind folgende FFH-Lebensraumtypen (LRT) und Arten für das Gesamtgebiet als FFH-Erhaltungsgegenstände mit den entsprechenden Beurteilungen zum Erhaltungszustand der Umweltbehörde der Europäischen Union gemeldet worden (Gebräuchliche Kurzbezeichnung (BfN)):
FFH-Lebensraumtypen nach Anhang I der EU-Richtlinie:
- 1130 Ästuarien (Gesamtbeurteilung C)[31]
- 1140 Vegetationsfreies Schlick-, Sand- und Mischwatt (Gesamtbeurteilung C)[32]
- 1310 Quellerwatt (Gesamtbeurteilung C)[33]
- 1320 Schlickgrasbestände (Gesamtbeurteilung C)[34]
- 1330 Atlantische Salzwiesen (Gesamtbeurteilung B)[35]
- 6510 Magere Flachland-Mähwiesen (Gesamtbeurteilung B)[36]

Arten gemäß Artikel 4 der Richtlinie 2009/147/EG und Anhang II der Richtlinie 92/43/EWG:
- 1103 Finte (Alosa Fallax) (Gesamtbeurteilung B)[38]
- 1130 Rapfen (Aspius aspius) (Gesamtbeurteilung C)[39]
- A688 Rohrdommel  (Botaurus stellaris) (Gesamtbeurteilung C)[40]
- A045 Weißwangengans (Branta leucopsis) (Gesamtbeurteilung B)[41]
- A197 Trauerseeschwalbe (Chlidonias niger) (Gesamtbeurteilung B)[42]
- A081 Rohrweihe (Circus aeruginosus) (Gesamtbeurteilung C)[43]
- A082 Kornweihe (Circus cyaneus) (Gesamtbeurteilung C)[44]
- A084 Wiesenweihe (Circus pygargus) (Gesamtbeurteilung C)[45]
- 1113 Nordseeschnäpel (Coregonus oxyrinchus) (Keine Gesamtbeurteilung)[46]
- A122 Wachtelkönig (Crex crex) (Gesamtbeurteilung C)[47]
- A037 Zwergschwan (Cygnus columbianus bewickii) (Gesamtbeurteilung C)[48]
- 1099 Flussneunauge(Lampetra fluviatilis) (Gesamtbeurteilung B)[49]
- A272 Blaukehlchen (Luscinia svecica cyanecula) (Gesamtbeurteilung C)[50]
- 1095 Meerneunauge(Petromyzon marinus) (Gesamtbeurteilung B)[51]
- A151 Kampfläufer (Philomachus pugnax) (Gesamtbeurteilung B)[52]
- A140 Goldregenpfeifer (Pluvialis apricaria) (Gesamtbeurteilung C)[53]
- A119 Tüpfelsumpfhuhn (Porzana porzana) (Gesamtbeurteilung C)[54]
- A132 Säbelschnäbler (Recurvirostra avosetta) (Gesamtbeurteilung C)[55][56]
- A193 Flussseeschwalbe (Sterna hirundo) (Gesamtbeurteilung C)[57]
- A194 Küstenseeschwalbe (Sterna paradisaea) (Gesamtbeurteilung C)[58][59]

## FFH-Erhaltungsziele

### FFH-Erhaltungsziele von besonderer Bedeutung
Aus den oben aufgeführten FFH-Erhaltungsgegenständen werden als FFH-Erhaltungsziele von besonderer Bedeutung die Erhaltung folgender Lebensraumtypen und Arten im FFH-Gebiet vom Ministerium für Energiewende, Landwirtschaft, Umwelt und ländliche Räume des Landes Schleswig-Holstein erklärt:
- 1130 Ästuarien
- 1140 Vegetationsfreies Schlick-, Sand- und Mischwatt
- 1320 Schlickgrasbestände
- 1330 Atlantische Salzwiesen
- 6510 Magere Flachland-Mähwiesen
- 1103 Finte
- 1099 Flussneunauge
- 1095 Meerneunauge

### FFH-Erhaltungsziele von Bedeutung
Aus den oben aufgeführten FFH-Erhaltungsgegenständen werden als FFH-Erhaltungsziele von Bedeutung die Erhaltung folgender Lebensraumtypen und Arten im FFH-Gebiet vom Ministerium für Energiewende, Landwirtschaft, Umwelt und ländliche Räume des Landes Schleswig-Holstein erklärt:
- 1310 Quellerwatt
- 1130 Rapfen

## FFH-Analyse und Bewertung

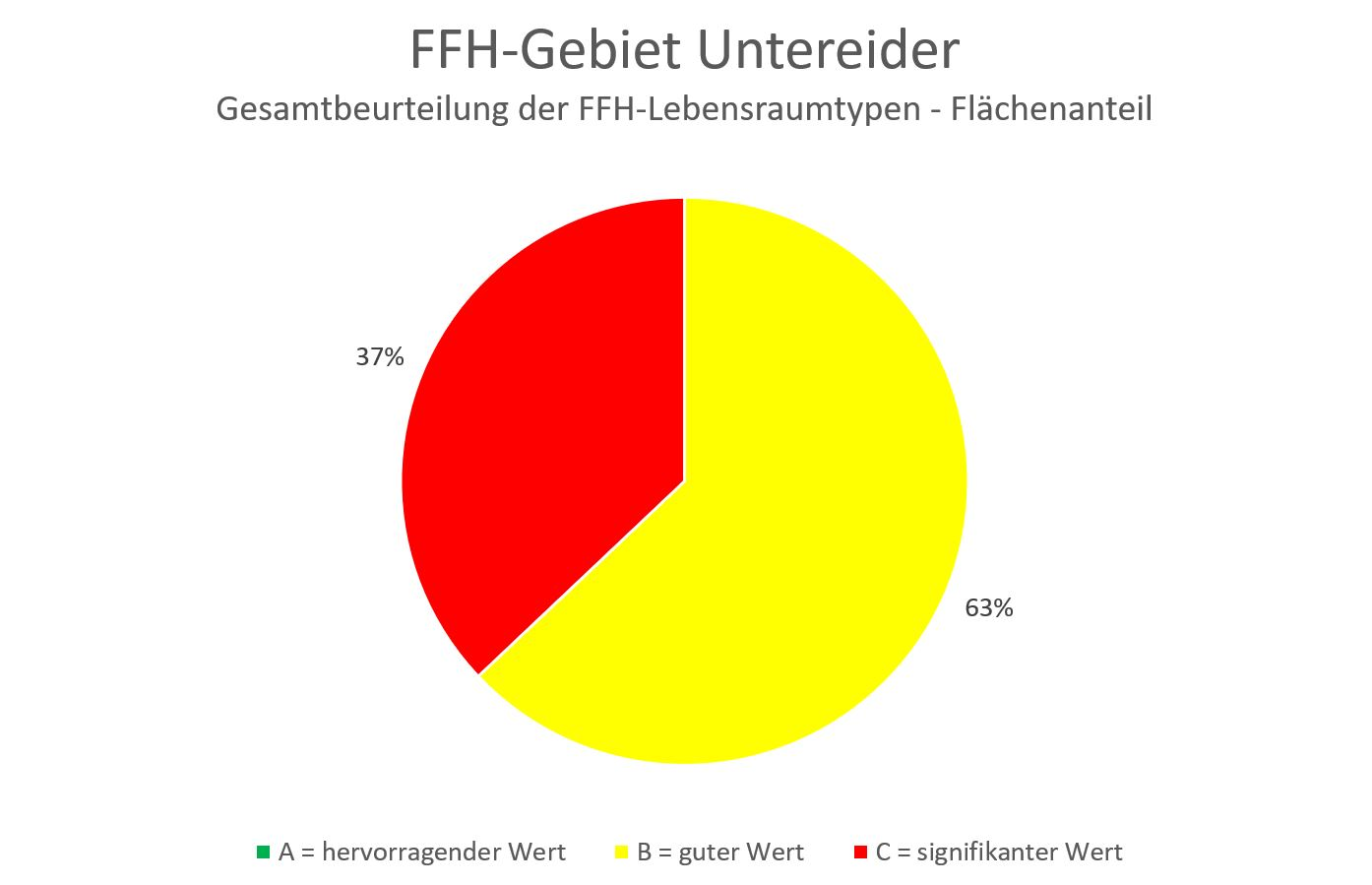

Das Kapitel FFH-Analyse und Bewertung in FFH-Managementplänen beschäftigt sich unter anderem mit den aktuellen Gegebenheiten des FFH-Gebietes und den Hindernissen bei der Erhaltung und Weiterentwicklung der FFH-Lebensraumtypen. Die Ergebnisse fließen in den FFH-Maßnahmenkatalog ein.

### FFH-Teilgebiet Katinger Watt
Durch die Eindeichung der Untereider mit dem Eidersperrwerk ist das Katinger Watt in seiner heutigen Form entstanden. Davor war es den Gezeiten vollständig ausgesetzt. Heute besteht es im Wesentlichen aus einem Süßwassersee, dem Katinger Priel und Grünland verschiedener Ausprägung. Die Eindeichung hatte zunächst zur Folge, dass die Wattpflanzen vollständig verschwanden. Mittlerweile hat sich durch Qualmwasser, das durch den Absperrdeich in das Katinger Watt eindringt, der Salzgehalt im Oberflächenwasser erhöht und am inneren Deichfuß sind wieder Salzwiesen entstanden. Das Teilgebiet hat sich zu einem wichtigen Rast- und Brutgebiet für Watt- und Küstenvögel entwickelt. Zu deren Erhalt und Entwicklung werden die Flachlandmähwiesen nach einem dem Rast- und Brutverhalten der Vögel angepasstem Mäh- und Beweidungskonzept bewirtschaftet. Eine anfänglich noch durchgeführte Schilfmahd findet nicht mehr statt.

### FFH-Teilgebiet Grüne Insel mit Eiderwatt
Ähnlich wie im Katinger Watt hat sich durch Qualmwasser des Absperrdeiches der Lebensraumtyp Salzwiese in den Vorlandflächen des Teilgebietes entwickeln können. Der Erhaltungszustand des Ästuars im Teilgebiet wird mit B = „gut“ bewertet, bis auf den Katinger Priel zwischen K70 und Eiderdamm, sowie dem Norderlochgraben im Eidervorland. Der LRT Atlantische Salzwiesen hingegen wird weitgehend nur mit C = „durchschnittlich bis schlecht“ bewertet.
Grundsätzlich besteht aus Sicht des Naturschutzes im gesamten FFH-Gebiet ein Zielkonflikt zwischen der Erhaltung und Entwicklung der FFH-Lebensraumtypen, dem Vogelschutz des deckungsgleichen Europäischen Vogelschutzgebietes DE-0916-491 „Ramsar-Gebiet Schleswig-Holsteinisches Wattenmeer und angrenzende Küstengebiete“ und des Schutzes und der Ausweitung der Waldfläche in Schleswig-Holstein. So stellt die Waldfläche zwischen dem Katinger Watt und der Grünen Insel im Eiderwatt eine Barriere für Wiesenbrüter und die Entwicklung einer größeren zusammenhängenden feuchten Grünlandfläche als Biotopverbund dar.

### FFH-Teilgebiet Nordfeld bis Tönning
Das Teilgebiet ist durch den Bau des Eidersperrwerkes mit seinen bis dahin natürlichen tideabhängigen Wasserständen stark verändert worden. Der geringere Tidenhub in der Untereider lässt den Salzgehalt flussaufwärts hinter Friedrichstadt gegen Null gehen. Vor dem Bau des Eidersperrwerkes und des westlich von Friedrichstadt in den 30er Jahren gebauten Sperrwerkes bei Nordfeld ging die Flut bis in die Nähe von Rendsburg. Da nicht mit deren Rückbau zu rechnen ist, sind die Lebensraumtypen Salzwiesen und Schlickwatt in ihrem Bestand gefährdet. Oberhalb von Hemmerdeich ist der LRT Ästuar bereits der einzige Lebensraumtyp im Teilgebiet. Alle im SDB genannten Fischarten sind im Teilgebiet vertreten, allerdings nur als Durchzugsgebiet von den Lebensräumen im Meer hinauf zu den Laichgebieten in der Treene und Obereider. Die beiden Sperrwerke sind allerdings kein Hindernis für die Durchgängigkeit, da beide mit einer Schleuse versehen sind. Das gilt auch für die Schleuse zur Treene in Friedrichstadt zum FFH-Gebiet Treene Winderatter See bis Friedrichstadt und Bollingstedter Au. Wichtig ist hier die Erhaltung der Durchgängigkeit zu den Laichgebieten in Obereider und Treene mit ihren Zuflüssen und der Schutz und gute Laichbedingungen in den Laichgebieten selbst.

## FFH-Maßnahmenkatalog
Der FFH-Maßnahmenkatalog im Managementplan führt neben den bereits durchgeführten Maßnahmen geplante Maßnahmen zur Erhaltung und Entwicklung der FFH-Lebensraumtypen im FFH-Gebiet an. Konkrete Empfehlungen sind in einer Maßnahmenkarte beschrieben.

### FFH-Teilgebiet Katinger Watt

#### Bisherige Maßnahmen
Nach der Eindämmung der Eidermündung durch das Eidersperrwerk hatte man in den 70er Jahren des vorigen Jahrhunderts vor, das Katinger Watt zuzuschütten und dort Campingplätze und Ferienhäuser zu errichten. Diese Pläne wurden nie realisiert. Vielmehr verfolgte man ab Mitte der 80er Jahre die Umwandlung des Katinger Watts zu einer Naturschutzfläche mit Wasser- und Wiesenflächen vor allem zum Schutz von Wiesen- und Wasservögeln. Mit der Jahrtausendwende wurden bis dahin aufgekommene Gehölze und Buschwerk zu Gunsten von offenen Weideflächen mit extensiver Bewirtschaftungsform beseitigt.

#### Notwendige Erhaltungs- und Wiederherstellungsmaßnahmen
Die Maßnahmen sind in 15 Maßnahmenblättern und einer Maßnahmenkarte festgehalten. Dabei sind folgende Schwerpunkte gesetzt worden:
- Verstärkung der extensiven Beweidung mit Schafen und Ganzjahresbeweidung mit Robustrindern. Damit soll aufkommendes Gebüsch und Landröhricht beseitigt werden. Dies soll auch am Ostufer des Katinger Priels erfolgen, wenn nötig unterstützt durch mechanische Beseitigung. Das Ziel ist die Schaffung einer großen zusammenhängenden offenen Grünlandfläche zum Schutz von Wiesenvögeln.
- Beibehaltung der Wasserstandsregelung im Katinger Watt mit Meereshöhe im Sommer und eine Absenkung bis max, −80 cm im Winter.
- Zum Schutz der Wiesenbrüter werden deren Fressfeinde (Prädatoren) wie Fuchs, Marderhund, Marder und Wildschwein im Teilgebiet bejagt.
- Im Teilgebiet ist die Fischerei untersagt. Die Durchgängigkeit der Gewässer muss gemäß Europäischer Wasserrahmenrichtlinie gewährleistet  sein.

### FFH-Teilgebiet Grüne Insel mit Eiderwatt

#### Bisherige Maßnahmen
- Zum Schutz der Wiesenbrüter wurde eine wechselnde Beweidung mit Robustrindern und eine Mahd mit Abtransport des Heus zur Nutzung als Viehfutter eingeführt. Durch die Umstellung von Schaf- auf Rinderbeweidung wird auch aufkommendes Schilf beseitigt. Durch die Ausweitung der beweideten Flächen werden neue Flächen für Wiesenbrüter geschaffen.
- Wie im Teilgebiet Katinger Watt werden auch hier die Fressfeinde der Wiesenbrüter aktiv bejagt
- Das Fischen und Angeln in der Eider ist erlaubt
- Der Leitdamm darf mit Fahrrädern befahren werden
- Es gibt mehrere BIS-Tafeln des landesweiten Besucherinformationssystems
- Das BIS-Faltblatt „Dithmarscher Eidervorland mit Watt“ des LLUR wurde neu aufgelegt und kann auch in digitaler Form als PDF im weltweiten Netz heruntergeladen werden[14]

#### Notwendige Erhaltungs- und Wiederherstellungsmaßnahmen
Die notwendigen Erhaltungs- und Wiederherstellungs- sowie weitergehende Maßnahmen sind in einer Karte festgehalten.
Schwerpunkt ist ein auf die Bedürfnisse des Teilgebietes abgestimmtes Beweidungs- und Mähkonzept, um den Wiesenbrütern bessere Brutbedingungen zu schaffen. Dabei verzichtet man bewusst auf die Förderung des Lebensraumes Röhricht und damit des Bruthabitats für Rohrdommel und Rohrweihe, die im aktuellen SDB als Erhaltungsgegenstände aufgeführt sind.

### FFH-Teilgebiet Nordfeld bis Tönning

#### Bisherige Maßnahmen
- Das Grünland des Teilgebietes wird ausschließlich extensiv bewirtschaftet mit Verzicht auf Düngung
- In den Vorländern nördlich der Schleuse Nordfeld, bei Oldenkoog und gegenüber Hammerdeich wurden durch Einlassbauwerke, Aufweitung von Gräben sowie Aufstau durch regelbare Überläufe für Wiesenvögel bessere Brutbedingungen geschaffen
- Mittels Auszäunung bei Wollersum, im Deichvorland bei Preil und am linken Eiderufer zwischen Dammsdeich und der Eiderbrücke bei Friedrichsstadt wurden Röhrichtgebiete vor Verbiss gesichert, um bessere Brutbedingungen für Rohrweihen, Rohrdommeln, Schilfrohrsängern, Blaukehlchen und Bartmeisen zu schaffen. In den beiden anderen Teilgebieten des FFH-Gebietes sind dagegen Röhrichte zugunsten von Salzwiesen zurückgedrängt worden
- Zur Wiederansiedlung der landesweit gefährdeten Trauerseeschwalbe wurden neue Wasserflächen mit Brutinseln am Oldenkoog, westlich der Eiderbrücke bei Friedrichstadt und im Deichvorland des Lundener Kooges geschaffen und ein Monitoring des Bruterfolges eingerichtet

Die bis 2018 durchgeführten Maßnahmen sind zudem in einer Maßnahmenkarte festgehalten.

#### Notwendige Erhaltungs- und Wiederherstellungsmaßnahmen
- Ab dem nördlichen Ende des NSG Oldensworter Vorland bis zum Teilgebietsende an der Schleuse Nordfeld soll im Uferbereich ein- bis beidseitig die natürliche Röhrichtentwicklung gefördert werden
- Die noch östlich der B5 bestehenden Salzwiesen sollen in ihrem Bestand erhalten und wenn möglich gefördert werden
- Abgestimmtes Regeln der Wasserstände und der Fließgeschwindigkeiten der Eider durch die Stauwerke Eidersperrwerk und Nordfeld zur Beibehaltung von naturnahen Sedimentationsbedingungen und ausreichenden Wasserständen im Schwemmland
- Beibehaltung der Bejagung von Prädatoren

Die notwendigen Erhaltungs- und Wiederherstellungs- sowie weitergehende Maßnahmen sind in einem Maßnahmenblatt und einer Maßnahmenkarte dokumentiert.

## FFH-Erfolgskontrolle und Monitoring der Maßnahmen
Eine FFH-Erfolgskontrolle und Monitoring der Maßnahmen findet in Schleswig-Holstein alle 6 Jahre statt. Die Ergebnisse des letzten Folgemonitorings wurden am 21. März 2012 in einem Textbeitrag und einer Kartensammlung veröffentlicht.